# Spanyolország a 2016. évi nyári olimpiai játékokon
Spanyolország a brazíliai Rio de Janeiróban megrendezett 2016. évi nyári olimpiai játékok egyik részt vevő nemzete volt. Az országot az olimpián 27 sportágban 307 sportoló képviselte, akik összesen 17 érmet szereztek.
A spanyol sportolók összesen tizenhét érmet szereztek (7 arany, 4 ezüst, 6 bronz), mellyel az összesített éremtáblázat tizennegyedik helyen végeztek, Magyarország és Brazília mögött.

## Érmesek
| Érem  | Sportoló | Sportág      | Versenyszám        | Időpont       |
| ----- | --- | ------------ | ------------------ | ------------- |
| Arany | Mireia Belmonte | Úszás        | Női 200 m pillangó | Augusztus 10. |
| Arany | Maialen Chourraut | Kajak-kenu   | Női szlalom K1     | Augusztus 11. |
| Arany | Marc López Rafael Nadal | Tenisz       | Férfi páros        | Augusztus 12. |
| Arany | Marcus Walz | Kajak-kenu   | K1 1000 m          | Augusztus 16. |
| Arany | Saúl Craviotto Cristian Toro | Kajak-kenu   | K-2 200 m          | Augusztus 18. |
| Arany | Carolina Marín | Tollaslabda  | Női egyes          | Augusztus 19. |
| Arany | Ruth Beitia | Atlétika     | Női magasugrás     | Augusztus 20. |
| Ezüst | Orlando Ortega | Atlétika     | 110 m gát          | Augusztus 16. |
| Ezüst | Eva Calvo | Taekwondo    | Női pehelysúly     | Augusztus 18. |
| Ezüst | Női kosárlabda-válogatott Anna Cruz, Silvia Domínguez, Laura Gil, Astou Ndour, Laura Nicholls, Laia Palau, Lucila Pascua, Laura Quevedo, Leonor Rodríguez, Leticia Romero, Alba Torrens, Marta Xargay               | Kosárlabda   | Női torna          | Augusztus 20. |
| Ezüst | Sandra Aguilar Artemi Gavezou Elena López Lourdes Mohedano Alejandra Quereda | Torna        | RG csapat          | Augusztus 21. |
| Bronz | Mireia Belmonte | Úszás        | Női 400 m vegyes   | Augusztus 6.  |
| Bronz | Lidia Valentín | Súlyemelés   | Női 75 kg          | Augusztus 12. |
| Bronz | Joel González | Taekwondo    | Férfi pehelysúly   | Augusztus 18. |
| Bronz | Saúl Craviotto | Kajak-kenu   | Férfi K1 200 m     | Augusztus 20. |
| Bronz | Férfi kosárlabda-válogatott Álex Abrines José Calderón, Víctor Claver, Rudy Fernández, Pau Gasol, Willy Hernangómez, Sergio Llull, Nikola Mirotić, Juan Carlos Navarro, Felipe Reyes, Sergio Rodríguez, Ricky Rubio | Kosárlabda   | Férfi torna        | Augusztus 21. |
| Bronz | Carlos Coloma | Kerékpározás | Férfi terep        | Augusztus 21. |

## Résztvevők
A gyeplabdában, labdarúgásban és vívásban nevezett tartalékok nem számítanak.
| Sportág       | Férfiak | Nők | Összesen |
| ------------- | ------- | --- | -------- |
| Asztalitenisz | 1       | 2   | 3        |
| Atlétika      | 30      | 18  | 48       |
| Birkózás      | 1       | 0   | 1        |
| Cselgáncs     | 2       | 3   | 5        |
| Evezés        | 2       | 2   | 4        |
| Golf          | 2       | 2   | 4        |
| Gyeplabda     | 16      | 16  | 32       |
| Íjászat       | 3       | 1   | 4        |
| Kajak-kenu    | 9       | 2   | 11       |
| Kerékpározás  | 9       | 3   | 12       |
| Kézilabda     | 0       | 14  | 14       |
| Kosárlabda    | 12      | 12  | 24       |
| Lovaglás      | 7       | 2   | 9        |
| Ökölvívás     | 2       | 0   | 2        |
| Rögbi         | 12      | 12  | 24       |
| Röplabda      | 2       | 2   | 4        |
| Sportlövészet | 4       | 2   | 6        |
| Súlyemelés    | 3       | 1   | 4        |
| Szinkronúszás | —       | 2   | 2        |
| Taekwondo     | 2       | 1   | 3        |
| Tenisz        | 5       | 4   | 9        |
| Tollaslabda   | 1       | 1   | 2        |
| Torna         | 2       | 7   | 9        |
| Triatlon      | 3       | 3   | 6        |
| Úszás         | 13      | 11  | 24       |
| Vitorlázás    | 7       | 7   | 14       |
| Vízilabda     | 13      | 13  | 26       |
| Összesen      | 163     | 143 | 306      |

## Asztalitenisz
Spanyolország három asztaliteniszezőt indíthatott. A harmadik olimpiájára készülő Shen Yanfei automatikusan jogot szerzett azzal, hogy a világranglista legjobb 22 játékosa között szerepelt, Zhiwen He pedig meghívással szerepelt. Később a francia Carole Grundisch visszalépése miatt egy újabb spanyol, Galia Dvorak is részt vehetett a tornán.
Férfi
| Versenyző | Versenyszám | Selejtező         | 64-es főtábla                                         | 48-as főtábla                                            | 32-es főtábla     | Nyolcaddöntő      | Negyeddöntő       | Elődöntő          | Döntő             | Helyezés |
| Versenyző | Versenyszám | Ellenfél Eredmény | Ellenfél Eredmény                                     | Ellenfél Eredmény                                        | Ellenfél Eredmény | Ellenfél Eredmény | Ellenfél Eredmény | Ellenfél Eredmény | Ellenfél Eredmény | Helyezés |
| --------- | ----------- | ----------------- | ----------------------------------------------------- | -------------------------------------------------------- | ----------------- | ----------------- | ----------------- | ----------------- | ----------------- | -------- |
| Zhiwen He | Egyes       | erőnyerő          | Feng Yijun (USA) · 11–6, 7–11, 11–7, 8–11, 11–9, 11–4 | Chen Chien-An (TPE) · 3–11, 9–11, 11–9, 8–11, 11–8, 9–11 | kiesett           | kiesett           | kiesett           | kiesett           | kiesett           | 33.      |

Női
| Versenyző    | Versenyszám | Selejtező         | 64-es főtábla                                      | 48-as főtábla                                                    | 32-es főtábla     | Nyolcaddöntő      | Negyeddöntő       | Elődöntő          | Döntő             | Helyezés |
| Versenyző    | Versenyszám | Ellenfél Eredmény | Ellenfél Eredmény                                  | Ellenfél Eredmény                                                | Ellenfél Eredmény | Ellenfél Eredmény | Ellenfél Eredmény | Ellenfél Eredmény | Ellenfél Eredmény | Helyezés |
| ------------ | ----------- | ----------------- | -------------------------------------------------- | ---------------------------------------------------------------- | ----------------- | ----------------- | ----------------- | ----------------- | ----------------- | -------- |
| Galia Dvorak | Egyes       | erőnyerő          | Gui Lin (BRA) · 1–11, 11–5, 6–11, 11–3, 9–11, 6–11 | kiesett                                                          | kiesett           | kiesett           | kiesett           | kiesett           | kiesett           | 49.      |
| Yanfei Shen  | Egyes       | erőnyerő          | erőnyerő                                           | Xia Lian Ni (LUX) · 10–12, 12–10, 10–12, 11–6, 12–10, 4–11, 7–11 | kiesett           | kiesett           | kiesett           | kiesett           | kiesett           | 33.      |

## Atlétika
A következő spanyol atléták kvalifikálták magukat az olimpiára:
Férfiak
Futószámok
| Sportoló            | Versenyszám     | Előfutam | Előfutam | Középfutam | Középfutam | Döntő         | Döntő         |
| Sportoló            | Versenyszám     | Eredmény | Helyezés | Eredmény   | Helyezés   | Eredmény      | Helyezés      |
| ------------------- | --------------- | -------- | -------- | ---------- | ---------- | ------------- | ------------- |
| Bruno Hortelano     | 200 m           | 20.12    | 1 T      | 20.16      | 4          | Kiesett       | Kiesett       |
| Daniel Andújar      | 800 m           | 1:48.50  | 4        | Kiesett    | Kiesett    | Kiesett       | Kiesett       |
| Álvaro de Arriba    | 800 m           | 1:46.86  | 4        | Kiesett    | Kiesett    | Kiesett       | Kiesett       |
| Kevin López         | 800 m           | 1:53.41  | 8        | Kiesett    | Kiesett    | Kiesett       | Kiesett       |
| David Bustos        | 1500 m          | 3:39.73  | 7 t      | 3:56.54    | 11 t       | 3:51.06       | 7             |
| Adel Mechaal        | 1500 m          | 3:48.41  | 9        | Kiesett    | Kiesett    | Kiesett       | Kiesett       |
| Antonio Abadía      | 5000 m          | 14:33.20 | 22       |            |            | Kiesett       | Kiesett       |
| Ilias Fifa          | 5000 m          | 13:30.23 | 9        |            |            | Kiesett       | Kiesett       |
| Adel Mechaal        | 5000 m          | 13:34.42 | 17       |            |            | Kiesett       | Kiesett       |
| Yidiel Contreras    | 110 m gát       | 13.62    | 5 t      | 13.54      | 6          | Kiesett       | Kiesett       |
| Orlando Ortega      | 110 m gát       | 13.32    | 1 T      | 13.32      | 1 T        | 13.17         | 2             |
| Sergio Fernández    | 400 m gát       | 49.31    | 5 T      | 48.87      | 3          | Kiesett       | Kiesett       |
| Fernando Carro      | 3000 m akadály  | 8:34.45  | 10       |            |            | Kiesett       | Kiesett       |
| Sebastián Martos    | 3000 m akadály  | 8:28.44  | 5        |            |            | Kiesett       | Kiesett       |
| Abdelaziz Merzougui | 3000 m akadály  | 9:03.40  | 15       |            |            | Kiesett       | Kiesett       |
| Carles Castillejo   | Maraton         |          |          |            |            | 2:18:34       | 49            |
| Jesús España        | Maraton         |          |          |            |            | 2:20:08       | 65            |
| Francisco Arcilla   | 20 km gyaloglás |          |          |            |            | 1:27.50       | 55            |
| Miguel Ángel López  | 20 km gyaloglás |          |          |            |            | 1:20.58       | 11            |
| Álvaro Martín       | 20 km gyaloglás |          |          |            |            | 1:22.11       | 22            |
| José Ignacio Díaz   | 50 km gyaloglás |          |          |            |            | Nem ért célba | Nem ért célba |
| Jesús Ángel García  | 50 km gyaloglás |          |          |            |            | 3:54.29       | 20            |
| Miguel Ángel López  | 50 km gyaloglás |          |          |            |            | Nem ért célba | Nem ért célba |

Ugró- és dobószámok
| Sportoló             | Versenyszám   | Selejtező | Selejtező | Döntő   | Döntő    |
| Sportoló             | Versenyszám   | Táv       | Helyezés  | Táv     | Helyezés |
| -------------------- | ------------- | --------- | --------- | ------- | -------- |
| Jean Marie Okutu     | Távolugrás    | 7.75      | 20        | Kiesett | Kiesett  |
| Pablo Torrijos       | Hármasugrás   | 16.11     | 31        | Kiesett | Kiesett  |
| Carlos Tobalina      | Súlylökés     | 19.98     | 17        | Kiesett | Kiesett  |
| Borja Vivas          | Súlylökés     | 20.25     | 14        | Kiesett | Kiesett  |
| Frank Casañas        | Diszkoszvetés | 59.96     | 25        | Kiesett | Kiesett  |
| Lois Maikel Martínez | Diszkoszvetés | 59.42     | 27        | Kiesett | Kiesett  |
| Javier Cienfuegos    | Kalapácsvetés | 69.73     | 27        | Kiesett | Kiesett  |

Vegyes – Tízpróba
| Sportoló     | Versenyszám | 100 m | TU   | SL    | MU   | 400 m | 110G  | DT    | RÚ   | GH    | 1500 m  | Döntő | Helyezés |
| ------------ | ----------- | ----- | ---- | ----- | ---- | ----- | ----- | ----- | ---- | ----- | ------- | ----- | -------- |
| Pau Tonnesen | Eredmény    | 11.32 | 7.33 | 13.69 | 2.01 | 50.81 | 14.99 | 46.31 | 5.20 | 60.15 | 4:46.27 | 7982  | 17       |
| Pau Tonnesen | Pont        | 791   | 893  | 709   | 813  | 778   | 851   | 794   | 972  | 740   | 641     | 7982  | 17       |

Nők
Futószámok
| Sportoló           | Versenyszám     | Előfutam | Előfutam | Középfutam | Középfutam | Döntő         | Döntő         |
| Sportoló           | Versenyszám     | Eredmény | Helyezés | Eredmény   | Helyezés   | Eredmény      | Helyezés      |
| ------------------ | --------------- | -------- | -------- | ---------- | ---------- | ------------- | ------------- |
| Estela García      | 200 m           | 23.43    | 52       | Kiesett    | Kiesett    | Kiesett       | Kiesett       |
| Aauri Bokesa       | 400 m           | 53.51    | 6        | Kiesett    | Kiesett    | Kiesett       | Kiesett       |
| Esther Guerrero    | 800 m           | 2:01.85  | 3        | Kiesett    | Kiesett    | Kiesett       | Kiesett       |
| Trihas Gebre       | 10000 m         |          |          |            |            | 32:09.67      | 29            |
| Caridad Jerez      | 100 m gát       | 13.26    | 6        | Kiesett    | Kiesett    | Kiesett       | Kiesett       |
| Diana Martín       | 3000 m akadály  | 9:44.07  | 12       |            |            | Kiesett       | Kiesett       |
| Alessandra Aguilar | Maraton         |          |          |            |            | Nem ért célba | Nem ért célba |
| Azucena Díaz       | Maraton         |          |          |            |            | 2:35:02       | 34            |
| Estela Navascués   | Maraton         |          |          |            |            | Nem ért célba | Nem ért célba |
| Raquel González    | 20 km gyaloglás |          |          |            |            | 1:33.03       | 20            |
| Beatriz Pascual    | 20 km gyaloglás |          |          |            |            | 1:30.24       | 8             |
| Júlia Takács       | 20 km gyaloglás |          |          |            |            | 1:35.45       | 33            |

Ugró- és dobószámok
| Sportoló            | Versenyszám   | Selejtező | Selejtező | Döntő   | Döntő    |
| Sportoló            | Versenyszám   | Táv       | Helyezés  | Táv     | Helyezés |
| ------------------- | ------------- | --------- | --------- | ------- | -------- |
| Ruth Beitia         | Magasugrás    | 1.94      | =1 T      | 1.97    | 1        |
| Juliet Itoya        | Távolugrás    | 6.35      | 22        | Kiesett | Kiesett  |
| María del Mar Jover | Távolugrás    | 5.90      | 36        | Kiesett | Kiesett  |
| Concepción Montaner | Távolugrás    | 6.32      | 24        | Kiesett | Kiesett  |
| Patricia Sarrapio   | Hármasugrás   | 13.35     | 32        | Kiesett | Kiesett  |
| Sabina Asenjo       | Diszkoszvetés | 56.94     | 23        | Kiesett | Kiesett  |

## Birkózás
Egyetlen birkózó, a 74 kilogrammos szabadfogású Taimuraz Friev kvalifikált Rióba.

### Férfi
Szabadfogású
| Versenyző      | Versenyszám | Selejtező               | Nyolcaddöntő      | Negyeddöntő       | Elődöntő          | Vigaszág első kör | Vigaszág elődöntő | Bronz- mérkőzés   | Döntő             | Helyezés |
| Versenyző      | Versenyszám | Ellenfél Eredmény       | Ellenfél Eredmény | Ellenfél Eredmény | Ellenfél Eredmény | Ellenfél Eredmény | Ellenfél Eredmény | Ellenfél Eredmény | Ellenfél Eredmény | Helyezés |
| -------------- | ----------- | ----------------------- | ----------------- | ----------------- | ----------------- | ----------------- | ----------------- | ----------------- | ----------------- | -------- |
| Taimuraz Friev | 74 kg       | Liván López (CUB) · 6–8 | kiesett           | kiesett           | kiesett           | kiesett           | kiesett           | kiesett           | kiesett           | 13.      |

## Cselgáncs
Két férfi és három nő indult Spanyolország képviseletében a cselgáncsozók különböző súlycsoportjaiban.
Férfi
| Versenyző          | Versenyszám | Selejtező         | 32-es főtábla                            | Nyolcaddöntő      | Negyeddöntő       | Elődöntő          | Vigaszág elődöntő | Bronz- mérkőzés   | Döntő             | Helyezés |
| Versenyző          | Versenyszám | Ellenfél Eredmény | Ellenfél Eredmény                        | Ellenfél Eredmény | Ellenfél Eredmény | Ellenfél Eredmény | Ellenfél Eredmény | Ellenfél Eredmény | Ellenfél Eredmény | Helyezés |
| ------------------ | ----------- | ----------------- | ---------------------------------------- | ----------------- | ----------------- | ----------------- | ----------------- | ----------------- | ----------------- | -------- |
| Francisco Garrigós | Légsúly     | erőnyerő          | Tobias Englmaier (GER) · 000(1)–001(3)   | kiesett           | kiesett           | kiesett           |                   |                   |                   | 17.      |
| Sugoi Uriarte      | Harmatsúly  | erőnyerő          | Nijat Shikhalizada (AZE) · 000(2)–001(2) | kiesett           | kiesett           | kiesett           |                   |                   |                   | 17.      |

Női
| Versenyző      | Versenyszám | Selejtező                                   | Nyolcaddöntő                            | Negyeddöntő                       | Elődöntő          | Vigaszág elődöntő                  | Bronz- mérkőzés                         | Döntő             | Helyezés |
| Versenyző      | Versenyszám | Ellenfél Eredmény                           | Ellenfél Eredmény                       | Ellenfél Eredmény                 | Ellenfél Eredmény | Ellenfél Eredmény                  | Ellenfél Eredmény                       | Ellenfél Eredmény | Helyezés |
| -------------- | ----------- | ------------------------------------------- | --------------------------------------- | --------------------------------- | ----------------- | ---------------------------------- | --------------------------------------- | ----------------- | -------- |
| Julia Figueroa | Légsúly     | erőnyerő                                    | Dayaris Mestre (CUB) · 000(1)–011(0)    | kiesett                           | kiesett           |                                    |                                         |                   | 9.       |
| Laura Gómez    | Harmatsúly  | Gülbadam Babamuratowa (TKM) · 101(1)-000(0) | Andreea Chiţu (ROU) · 000(0)–101(0)     | kiesett                           | kiesett           |                                    |                                         |                   | 9.       |
| María Bernabéu | Középsúly   | erőnyerő                                    | Katarzyna Piłocik (POL) · 000(0)-000(1) | Yuri Alvear (COL) · 000(0)–100(0) |                   | Linda Bolder (ISR) · 000(0)-000(1) | Laura Vargas Koch (GER) · 000(0)–010(0) |                   | 5.       |

## Evezés
Férfi
| Versenyző                    | Versenyszám              | Előfutam | Előfutam | Vigaszág | Vigaszág | Elődöntő | Elődöntő | Elődöntő | Döntő   | Döntő   | Döntő   | Helyezés |
| Versenyző                    | Versenyszám              | Idő      | Hely.    | Idő      | Hely.    | Idő      | Hely.    | Típus    | Típus   | Idő     | Hely.   | Helyezés |
| ---------------------------- | ------------------------ | -------- | -------- | -------- | -------- | -------- | -------- | -------- | ------- | ------- | ------- | -------- |
| Àlex Sigurbjörnsson Pau Vela | Kormányos nélküli kettes | 6:54,26  | 5.       | 6:40,47  | 4.       | kiesett  | kiesett  | kiesett  | kiesett | kiesett | kiesett | 13.      |

Női
| Versenyző           | Versenyszám              | Előfutam | Előfutam | Vigaszág | Vigaszág | Elődöntő | Elődöntő | Elődöntő | Döntő | Döntő   | Döntő | Helyezés |
| Versenyző           | Versenyszám              | Idő      | Hely.    | Idő      | Hely.    | Típus    | Idő      | Hely.    | Típus | Idő     | Hely. | Helyezés |
| ------------------- | ------------------------ | -------- | -------- | -------- | -------- | -------- | -------- | -------- | ----- | ------- | ----- | -------- |
| Anna Boada Aina Cid | Kormányos nélküli kettes | 7:12,00  | 2.       | erőnyerő | erőnyerő | A/B      | 7:30,79  | 3.       | A     | 7:35,22 | 6.    | 6.       |

## Golf
Két férfi és két női golfozó indult Rióban. A férfiaknál Sergio García (12. a világranglistán) és Rafael Cabrera-Bello (28.) szerepelt, míg a nőknél Carlota Ciganda (36.) és Azahara Muñoz (48.) játszott.
| Versenyző          | Versenyszám  | 1. forduló | 1. forduló | 2. forduló | 2. forduló | 3. forduló | 3. forduló | 4. forduló | 4. forduló | Összesen | Összesen | Összesen |
| Versenyző          | Versenyszám  | Pont       | Par        | Pont       | Par        | Pont       | Par        | Pont       | Par        | Pontszám | Par      | Helyezés |
| ------------------ | ------------ | ---------- | ---------- | ---------- | ---------- | ---------- | ---------- | ---------- | ---------- | -------- | -------- | -------- |
| Rafa Cabrera-Bello | Férfi egyéni | 67         | −4         | 70         | −1         | 71         | 0          | 68         | −3         | 276      | −8       | 5.       |
| Sergio García      | Férfi egyéni | 69         | −2         | 72         | +1         | 70         | −1         | 66         | −5         | 277      | −7       | 8.       |
| Carlota Ciganda    | Női egyéni   | 67         | −4         | 72         | +1         | 78         | +7         | 73         | +2         | 290      | +6       | 39.      |
| Azahara Muñoz      | Női egyéni   | 68         | −3         | 69         | −2         | 73         | +2         | 72         | +1         | 282      | −2       | 21.      |

## Gyeplabda

### Férfi
| Spanyol férfi gyeplabdacsapat-játékoskeret | Spanyol férfi gyeplabdacsapat-játékoskeret                                                                          |
| --- | --- |
| - David Alegre (C) - Jordi Carrera - Álex Casasayas - Francisco Cortés - Miguel Delás - Sergi Enrique - Álvaro Iglesias - Xavier Lleonart - Andrés Mir | - Roc Oliva - Bosco Pérez-Pla - Salva Piera - Pau Quemada - Josep Romeu - Viçens Ruiz - Marc Sallés - Manel Terraza |

#### Eredmények
Csoportkör
A csoport
| Csapat               | M | Gy | D | V | G+ | G– | Gk  | P  |
| -------------------- | - | -- | - | - | -- | -- | --- | -- |
| Belgium (BEL)        | 5 | 4  | 0 | 1 | 21 | 5  | +16 | 12 |
| Spanyolország (ESP)  | 5 | 3  | 1 | 1 | 13 | 6  | +7  | 10 |
| Ausztrália (AUS)     | 5 | 3  | 0 | 2 | 13 | 4  | +9  | 9  |
| Új-Zéland (NZL)      | 5 | 2  | 1 | 2 | 17 | 8  | +9  | 7  |
| Nagy-Britannia (GBR) | 5 | 1  | 2 | 2 | 14 | 10 | +4  | 5  |
| Brazília (BRA)       | 5 | 0  | 0 | 5 | 1  | 46 | –45 | 0  |

| 2016. augusztus 6. 19:30 (00:30) | Spanyolország (ESP)                                                    | 7–0         | Brazília (BRA) | Játékvezetők: Marcin Grochal (POL) Chen Dekang (CHN) |
| 2016. augusztus 6. 19:30 (00:30) | Lleonart 16', 42' · Oliva 35' · Romeu 35', 52' · Ruiz 45' · Alegre 55' | Jegyzőkönyv |                | Játékvezetők: Marcin Grochal (POL) Chen Dekang (CHN) |

| 2016. augusztus 7. 20:30 (01:30) | Ausztrália (AUS) | 0–1         | Spanyolország (ESP) | Játékvezetők: Christian Blasch (GER) Coen van Bunge (NED) |
| 2016. augusztus 7. 20:30 (01:30) |                  | Jegyzőkönyv | Casasayas 6'        | Játékvezetők: Christian Blasch (GER) Coen van Bunge (NED) |

| 2016. augusztus 9. 10:00 (15:00) | Új-Zéland (NZL) | 2–3         | Spanyolország (ESP)                     | Játékvezetők: Christian Blasch (GER) Germán Montes de Oca (ARG) |
| 2016. augusztus 9. 10:00 (15:00) | Child 3', 30'   | Jegyzőkönyv | Oliva 1' · Casasayas 10' · Lleonart 60' | Játékvezetők: Christian Blasch (GER) Germán Montes de Oca (ARG) |

| 2016. augusztus 11. 13:30 (18:30) | Spanyolország (ESP) | 1–3         | Belgium (BEL)                      | Játékvezetők: Christian Blasch (GER) Germán Montes de Oca (ARG) |
| 2016. augusztus 11. 13:30 (18:30) | Quemada 41'         | Jegyzőkönyv | Charlier 6', 21' · Stockbroekx 16' | Játékvezetők: Christian Blasch (GER) Germán Montes de Oca (ARG) |

| 2016. augusztus 12. 17:00 (22:00) | Nagy-Britannia (GBR) | 1–1         | Spanyolország (ESP) | Játékvezetők: Christian Blasch (GER) Coen van Bunge (NED) |
| 2016. augusztus 12. 17:00 (22:00) | Ward 15'             | Jegyzőkönyv | Alegre 9'           | Játékvezetők: Christian Blasch (GER) Coen van Bunge (NED) |

Negyeddöntő
| 2016. augusztus 14. 10:00 (15:00) | Spanyolország (ESP) | 1–2         | Argentína (ARG)           | Játékvezetők: Martin Madden (GBR) Adam Kearns (AUS) |
| 2016. augusztus 14. 10:00 (15:00) | Quemada 57'         | Jegyzőkönyv | Peillat 15' · Gilardi 59' | Játékvezetők: Martin Madden (GBR) Adam Kearns (AUS) |

| Csapat              | Helyezés |
| ------------------- | -------- |
| Spanyolország (ESP) | 5.       |

### Női
| Spanyol női gyeplabdacsapat-játékoskeret | Spanyol női gyeplabdacsapat-játékoskeret |
| --- | --- |
| - Berta Bonastre - Gloria Comerma - Begoña García Grau - Xantal Giné - Cristina Guinea - Rocío Gutiérrez - Lucía Jiménez Vicente - María López | - María López García - Alicia Magaz - Georgina Oliva - Carlota Petchamé - Beatriz Pérez - Lola Riera - Carola Salvatella - Rocío Ybarra (C) |

#### Eredmények
Csoportkör
A csoport
| Csapat              | M | Gy | D | V | G+ | G– | Gk  | P  |
| ------------------- | - | -- | - | - | -- | -- | --- | -- |
| Hollandia (NED)     | 5 | 4  | 1 | 0 | 13 | 1  | +12 | 13 |
| Új-Zéland (NZL)     | 5 | 3  | 1 | 1 | 11 | 5  | +6  | 10 |
| Németország (GER)   | 5 | 2  | 1 | 2 | 6  | 6  | 0   | 7  |
| Spanyolország (ESP) | 5 | 2  | 0 | 3 | 6  | 12 | –6  | 6  |
| Kína (CHN)          | 5 | 1  | 2 | 2 | 3  | 5  | –2  | 5  |
| Dél-Korea (KOR)     | 5 | 0  | 1 | 4 | 3  | 13 | –10 | 1  |

| 2016. augusztus 7. 12:30 (17:30) | Hollandia (NED)                                          | 5–0         | Spanyolország (ESP) | Játékvezetők: Amy Baxter (USA) Amber Church (NZL) |
| 2016. augusztus 7. 12:30 (17:30) | Welten 12' · Leurink 16' · Keetels 19' · Paumen 23', 49' | Jegyzőkönyv |                     | Játékvezetők: Amy Baxter (USA) Amber Church (NZL) |

| 2016. augusztus 8. 19:30 (00:30) | Spanyolország (ESP) | 0–2         | Kína (CHN)         |  |
| 2016. augusztus 8. 19:30 (00:30) |                     | Jegyzőkönyv | Csao 8' · Peng 25' |  |

| 2016. augusztus 10. 10:00 (15:00) | Spanyolország (ESP) | 1–2         | Új-Zéland (NZL)       | Játékvezetők: Irene Presenqui (ARG) Elena Eskina (RUS) |
| 2016. augusztus 10. 10:00 (15:00) | Petchamé 60'        | Jegyzőkönyv | Smith\|Smith 22', 51' | Játékvezetők: Irene Presenqui (ARG) Elena Eskina (RUS) |

| 2016. augusztus 11. 17:00 (22:00) | Németország (GER) | 1–2         | Spanyolország (ESP)        | Játékvezetők: Fanneke Alkemade (NED) Miao Lin (CHN) |
| 2016. augusztus 11. 17:00 (22:00) | Schütze 21'       | Jegyzőkönyv | Guinea 9' · Salvatella 11' | Játékvezetők: Fanneke Alkemade (NED) Miao Lin (CHN) |

| 2016. augusztus 13. 17:00 (22:00) | Dél-Korea (KOR)            | 2–3         | Spanyolország (ESP)                       | Játékvezetők: Michelle Meister (GER) Fanneke Alkemade (NED) |
| 2016. augusztus 13. 17:00 (22:00) | Cshon 18' · Kim Bomi 55' · | Jegyzőkönyv | García Grau 39' · Riera 41' · Comerma 48' | Játékvezetők: Michelle Meister (GER) Fanneke Alkemade (NED) |

Negyeddöntő
| 2016. augusztus 15. 18:00 (23:00) | Nagy-Britannia (GBR)                            | 3–1         | Spanyolország (ESP) | Játékvezetők: Kelly Hudson (NZL) Melissa Trivic (AUS) |
| 2016. augusztus 15. 18:00 (23:00) | Twigg 8' · H. Richardson-Walsh 13' · Owsley 27' | Jegyzőkönyv | Oliva 53'           | Játékvezetők: Kelly Hudson (NZL) Melissa Trivic (AUS) |

| Csapat              | Helyezés |
| ------------------- | -------- |
| Spanyolország (ESP) | 8.       |

## Íjászat
Három férfi íjász kvalifikált Rióba, miután a 2015-ös íjászvilágbajnokságon a legjobb nyolc között végeztek. Ehhez később még egy női induló is csatlakozott azzal, hogy egy világkupa-állomáson az első hatban zárt.
Férfi
| Versenyző                                                | Versenyszám | Selejtező | Selejtező | 64-es főtábla                              | 32-es főtábla                               | Nyolcaddöntő                                                                        | Negyeddöntő       | Elődöntő          | Döntő             | Helyezés |
| Versenyző                                                | Versenyszám | Pont      | Kiemelés  | Ellenfél Eredmény                          | Ellenfél Eredmény                           | Ellenfél Eredmény                                                                   | Ellenfél Eredmény | Ellenfél Eredmény | Ellenfél Eredmény | Helyezés |
| -------------------------------------------------------- | ----------- | --------- | --------- | ------------------------------------------ | ------------------------------------------- | ----------------------------------------------------------------------------------- | ----------------- | ----------------- | ----------------- | -------- |
| Miguel Alvariño                                          | Egyéni      | 651       | 44.       | Lucas Daniel (FRA)(21.) · 6-0              | I Szungjun (Lee Seung-yun) (KOR)(12.) · 1-7 | kiesett                                                                             | kiesett           | kiesett           | kiesett           | 17.      |
| Antonio Fernández                                        | Egyéni      | 657       | 35.       | Kao Hao-ven (Kao Hao-wen) (TPE)(30.) · 6-0 | David Pasqualucci (ITA)(3.) · 6-2           | Taylor Worth (AUS)(14.) · 3-7                                                       | kiesett           | kiesett           | kiesett           | 9.       |
| Juan Ignacio Rodríguez                                   | Egyéni      | 678       | 10.       | Muhammad Akmal Nor Hasrin (MAS)(55.) · 6-0 | Robin Ramaekers (BEL)(42.) · 6-0            | Furukava Takaharu (JPN)(7.) · 3-7                                                   | kiesett           | kiesett           | kiesett           | 9.       |
| Miguel Alvariño Antonio Fernández Juan Ignacio Rodríguez | Csapat      | 1986      | 8.        |                                            |                                             | Hollandia (NED) · Mitch Dielemans · Sjef van den Berg · Rick van der Ven (9.) · 1–5 | kiesett           | kiesett           | kiesett           | 9.       |

Női
| Versenyző      | Versenyszám | Selejtező | Selejtező | 64-es főtábla                                   | 32-es főtábla     | Nyolcaddöntő      | Negyeddöntő       | Elődöntő          | Döntő             | Helyezés |
| Versenyző      | Versenyszám | Pont      | Kiemelés  | Ellenfél Eredmény                               | Ellenfél Eredmény | Ellenfél Eredmény | Ellenfél Eredmény | Ellenfél Eredmény | Ellenfél Eredmény | Helyezés |
| -------------- | ----------- | --------- | --------- | ----------------------------------------------- | ----------------- | ----------------- | ----------------- | ----------------- | ----------------- | -------- |
| Adriana Martín | Egyéni      | 630       | 32.       | Lej Csien-jing (Le Chien-Ying) (TPE)(33.) · 2-6 | kiesett           | kiesett           | kiesett           | kiesett           | kiesett           | 33.      |

## Kajak-kenu

### Gyorsasági
Férfi
| Versenyző                                               | Versenyszám         | Előfutam | Előfutam | Előfutam | Elődöntő | Elődöntő | Elődöntő | Döntő | Döntő    | Döntő    | Helyezés |
| Versenyző                                               | Versenyszám         | Idő      | Hely.    | Össz.    | Idő      | Hely.    | Össz.    | Típus | Idő      | Helyezés | Helyezés |
| ------------------------------------------------------- | ------------------- | -------- | -------- | -------- | -------- | -------- | -------- | ----- | -------- | -------- | -------- |
| Saúl Craviotto                                          | Kajak egyes 200 m   | 34,694   | 2.       | 5.       | 34,545   | 3.       | 4.       | A     | 35,662   | 3.       | *        |
| Marcus Walz                                             | Kajak egyes 1000 m  | 3:33,786 | 3.       | 3.       | 3:33,781 | 3.       | 3.       | A     | 3:31,447 | 1.       |          |
| Saúl Craviotto Cristian Toro                            | Kajak kettes 200 m  | 31,161   | 1.       | 1.       | erőnyerő | erőnyerő | erőnyerő | A     | 32,075   | 1.       |          |
| Javier Hernanz Rodrigo Germade Óscar Carrera Iñigo Peña | Kajak négyes 1000 m | 2:55,514 | 3.       | 4.       | 3:00,237 | 2.       | 5.       | A     | 3:06,768 | 5.       | 5.       |
| Alfonso Benavides                                       | Kenu egyes 200 m    | 40,610   | 1.       | 10.      | 40,038   | 2.       | 2.       | A     | 39,649   | 4.       | 4.       |

Női
| Versenyző      | Versenyszám       | Előfutam | Előfutam | Előfutam | Elődöntő | Elődöntő | Elődöntő | Döntő | Döntő  | Döntő    | Helyezés |
| Versenyző      | Versenyszám       | Idő      | Hely.    | Össz.    | Idő      | Hely.    | Össz.    | Típus | Idő    | Helyezés | Helyezés |
| -------------- | ----------------- | -------- | -------- | -------- | -------- | -------- | -------- | ----- | ------ | -------- | -------- |
| Teresa Portela | Kajak egyes 200 m | 40,844   | 3.       | 7.       | 40,241   | 2.       | 4.       | A     | 41,053 | 6.       | 6.       |

* – egy másik versenyzővel azonos időt ért el

### Szlalom
Férfi
| Versenyző     | Versenyszám | Selejtező | Selejtező | Selejtező | Selejtező | Selejtező     | Selejtező     | Elődöntő | Elődöntő | Döntő  | Döntő    |
| Versenyző     | Versenyszám | 1. futam  | 1. futam  | 2. futam  | 2. futam  | Jobb eredmény | Jobb eredmény | Elődöntő | Elődöntő | Döntő  | Döntő    |
| Versenyző     | Versenyszám | Pont      | Hely.     | Pont      | Hely.     | Pont          | Hely.         | Pont     | Hely.    | Pont   | Helyezés |
| ------------- | ----------- | --------- | --------- | --------- | --------- | ------------- | ------------- | -------- | -------- | ------ | -------- |
| Ander Elosegi | Kenu egyes  | 97,33     | 4.        | 102,39    | 11.       | 97,33         | 8.            | 97,93    | 2.       | 101,27 | 8.       |

Női
| Versenyző         | Versenyszám | Selejtező | Selejtező | Selejtező | Selejtező | Selejtező     | Selejtező     | Elődöntő | Elődöntő | Döntő | Döntő    |
| Versenyző         | Versenyszám | 1. futam  | 1. futam  | 2. futam  | 2. futam  | Jobb eredmény | Jobb eredmény | Elődöntő | Elődöntő | Döntő | Döntő    |
| Versenyző         | Versenyszám | Pont      | Hely.     | Pont      | Hely.     | Pont          | Hely.         | Pont     | Hely.    | Pont  | Helyezés |
| ----------------- | ----------- | --------- | --------- | --------- | --------- | ------------- | ------------- | -------- | -------- | ----- | -------- |
| Maialen Chourraut | Kajak egyes | 155,43    | 21.       | 106,47    | 9.        | 106,47        | 11.           | 101,83   | 3.       | 98,65 |          |

## Kerékpározás

### Hegyi-kerékpározás
| Versenyző             | Versenyszám        | Idő     | Helyezés |
| --------------------- | ------------------ | ------- | -------- |
| Carlos Coloma Nicolás | Férfi terepverseny | 1:34:51 |          |
| José Antonio Hermida  | Férfi terepverseny | 1:38:21 | 15.      |
| David Valero          | Férfi terepverseny | 1:37:00 | 9.       |

### Országúti kerékpározás
Férfi
| Versenyző           | Versenyszám   | Idő             | Helyezés      |
| ------------------- | ------------- | --------------- | ------------- |
| Imanol Erviti       | Mezőnyverseny | nem ért célba   | nem ért célba |
| Joaquim Rodríguez   | Mezőnyverseny | 6:10:27 (+0:22) | 5.            |
| Alejandro Valverde  | Mezőnyverseny | 6:19:43 (+9:38) | 30.           |
| Jonatan Castroviejo | Mezőnyverseny | nem ért célba   | nem ért célba |
| Jonatan Castroviejo | Időfutam      | 1:13:21,50      | 4.            |
| Ion Izagirre        | Időfutam      | 1:14:21,59      | 8.            |
| Ion Izagirre        | Mezőnyverseny | nem ért célba   | nem ért célba |

Női
| Versenyző       | Versenyszám   | Idő              | Helyezés |
| --------------- | ------------- | ---------------- | -------- |
| Ane Santesteban | Mezőnyverseny | 4:02:59 (+11:32) | 47.      |

### Pálya-kerékpározás
Sprintversenyek
| Versenyző                | Versenyszám  | Selejtező | Selejtező | 1. forduló           | Vigaszág               | Vigaszág | 2. forduló           | Vigaszág               | Vigaszág | 9–12. helyért          | 9–12. helyért | Negyeddöntő                                                                        | 5–8. helyért           | 5–8. helyért | Elődöntő             | Döntő                | Helyezés |
| Versenyző                | Versenyszám  | Idő       | Hely.     | Ellenfél Győztes idő | Ellenfelek Győztes idő | Hely.    | Ellenfél Győztes idő | Ellenfelek Győztes idő | Hely.    | Ellenfelek Győztes idő | Hely.         | Ellenfél Győztes idő                                                               | Ellenfelek Győztes idő | Hely.        | Ellenfél Győztes idő | Ellenfél Győztes idő | Helyezés |
| ------------------------ | ------------ | --------- | --------- | -------------------- | ---------------------- | -------- | -------------------- | ---------------------- | -------- | ---------------------- | ------------- | ---------------------------------------------------------------------------------- | ---------------------- | ------------ | -------------------- | -------------------- | -------- |
| Juan Peralta             | Férfi egyéni | 10,055    | 19.       | kiesett              | kiesett                | kiesett  | kiesett              | kiesett                | kiesett  | kiesett                | kiesett       | kiesett                                                                            | kiesett                | kiesett      | kiesett              | kiesett              | 19.      |
| Tania Calvo              | Női egyéni   | 11,162    | 19.       | kiesett              | kiesett                | kiesett  | kiesett              | kiesett                | kiesett  | kiesett                | kiesett       | kiesett                                                                            | kiesett                | kiesett      | kiesett              | kiesett              | 19.      |
| Helena Casas             | Női egyéni   | 11,707    | 26.       | kiesett              | kiesett                | kiesett  | kiesett              | kiesett                | kiesett  | kiesett                | kiesett       | kiesett                                                                            | kiesett                | kiesett      | kiesett              | kiesett              | 26.      |
| Tania Calvo Helena Casas | Női csapat   | 33,891    | 8.        |                      |                        |          |                      |                        |          |                        |               | Kína (CHN) · Kung Csin-csie (Gong Jinjie) · Csung Tien-si (Zhong Tianshi) · 31,928 |                        |              |                      | kiesett              | 7.       |

Keirin
| Versenyző    | Versenyszám | 1. forduló    | Vigaszág | 2. forduló | 7–12. helyért | Döntő    | Helyezés |
| Versenyző    | Versenyszám | Helyezés      | Helyezés | Helyezés   | Helyezés      | Helyezés | Helyezés |
| ------------ | ----------- | ------------- | -------- | ---------- | ------------- | -------- | -------- |
| Tania Calvo  | Női         | nem ért célba | 4.       | kiesett    | kiesett       | kiesett  | 21.      |
| Helena Casas | Női         | 4.            | 3.       | kiesett    | kiesett       | kiesett  | 17.      |

## Kézilabda

### Női
| Spanyol női kézilabdacsapat-játékoskeret                                                                                            | Spanyol női kézilabdacsapat-játékoskeret                                                                             |
| --- | --- |
| - Macarena Aguilar - Nely Carla Alberto - Alexandrina Cabral - Elisabeth Chávez - Darly de Paula - Naiara Egozkue - Patricia Elorza | - Lara González Ortega - Marta López - Marta Mangué - Carmen Martín - Silvia Navarro - Nerea Pena - Elisabeth Pinedo |

#### Eredmények
Csoportkör
A csoport
| Hely. | Csapat              | M | Gy | D | V | G+  | G–  | Gk  | P | Továbbjutás |
| ----- | ------------------- | - | -- | - | - | --- | --- | --- | - | ----------- |
| 1.    | Brazília (BRA) (R)  | 5 | 4  | 0 | 1 | 138 | 117 | +21 | 8 | Negyeddöntő |
| 2.    | Norvégia (NOR)      | 5 | 4  | 0 | 1 | 141 | 121 | +20 | 8 | Negyeddöntő |
| 3.    | Spanyolország (ESP) | 5 | 3  | 0 | 2 | 125 | 116 | +9  | 6 | Negyeddöntő |
| 4.    | Angola (ANG)        | 5 | 2  | 0 | 3 | 116 | 128 | −12 | 4 | Negyeddöntő |
| 5.    | Románia (ROU)       | 5 | 2  | 0 | 3 | 108 | 119 | −11 | 4 |             |
| 6.    | Montenegró (MNE)    | 5 | 0  | 0 | 5 | 107 | 134 | −27 | 0 |             |

| 2016. augusztus 6. 16:40 (21:40) | Montenegró (MNE) | 19–25       | Spanyolország (ESP) | Future Arena, Rio de Janeiro Játékvezetők: Bonaventura, Bonaventura (FRA) |
| 2016. augusztus 6. 16:40 (21:40) | Bulatović 5      | (10–14)     | négy játékos 4      | Future Arena, Rio de Janeiro Játékvezetők: Bonaventura, Bonaventura (FRA) |
| 2016. augusztus 6. 16:40 (21:40) | 4× 2×            | Jegyzőkönyv | 1× 3×               | Future Arena, Rio de Janeiro Játékvezetők: Bonaventura, Bonaventura (FRA) |

| 2016. augusztus 8. 14:40 (19:40) | Spanyolország (ESP) | 24–27       | Norvégia (NOR) | Future Arena, Rio de Janeiro Játékvezetők: Geipel, Helbig (GER) |
| 2016. augusztus 8. 14:40 (19:40) | Cabral 5            | (10–11)     | Kristiansen 7  | Future Arena, Rio de Janeiro Játékvezetők: Geipel, Helbig (GER) |
| 2016. augusztus 8. 14:40 (19:40) | 3× 2×               | Jegyzőkönyv | 7× 4×          | Future Arena, Rio de Janeiro Játékvezetők: Geipel, Helbig (GER) |

| 2016. augusztus 10. 09:30 (14:30) | Brazília (BRA) | 24–29       | Spanyolország (ESP) | Future Arena, Rio de Janeiro Játékvezetők: Koo, Lee (KOR) |
| 2016. augusztus 10. 09:30 (14:30) | da Silva 7     | (12–15)     | Pena 8              | Future Arena, Rio de Janeiro Játékvezetők: Koo, Lee (KOR) |
| 2016. augusztus 10. 09:30 (14:30) | 5× 3×          | Jegyzőkönyv | 8× 4×               | Future Arena, Rio de Janeiro Játékvezetők: Koo, Lee (KOR) |

| 2016. augusztus 12. 14:40 (19:40) | Románia (ROU) | 24–21       | Spanyolország (ESP) | Future Arena, Rio de Janeiro Játékvezetők: Bonaventura, Bonaventura (FRA) |
| 2016. augusztus 12. 14:40 (19:40) | Neagu 9       | (13–11)     | három játékos 4     | Future Arena, Rio de Janeiro Játékvezetők: Bonaventura, Bonaventura (FRA) |
| 2016. augusztus 12. 14:40 (19:40) | 2× 2×         | Jegyzőkönyv | 1× 3×               | Future Arena, Rio de Janeiro Játékvezetők: Bonaventura, Bonaventura (FRA) |

| 2016. augusztus 14. 19:50 (00:50) | Spanyolország (ESP) | 26–22       | Angola (ANG) | Future Arena, Rio de Janeiro Játékvezetők: Pinto, Menezes (BRA) |
| 2016. augusztus 14. 19:50 (00:50) | Cabral, Martín 7    | (13–12)     | Guialo 6     | Future Arena, Rio de Janeiro Játékvezetők: Pinto, Menezes (BRA) |
| 2016. augusztus 14. 19:50 (00:50) | 5× 4×               | Jegyzőkönyv | 8× 3× 1×     | Future Arena, Rio de Janeiro Játékvezetők: Pinto, Menezes (BRA) |

Negyeddöntő
| 2016. augusztus 16. 13:30 (18:30) | Spanyolország (ESP) | 26–27 (h. u.) | Franciaország (FRA) | Future Arena, Rio de Janeiro Játékvezetők: Alpaidze, Berezkina (RUS) |
| 2016. augusztus 16. 13:30 (18:30) | Pena 13             | (12–5, 23–23) | Lacrabère 7         | Future Arena, Rio de Janeiro Játékvezetők: Alpaidze, Berezkina (RUS) |
| 2016. augusztus 16. 13:30 (18:30) | 8× 4× 1×            | Jegyzőkönyv   | 2× 2×               | Future Arena, Rio de Janeiro Játékvezetők: Alpaidze, Berezkina (RUS) |

| Csapat              | Helyezés |
| ------------------- | -------- |
| Spanyolország (ESP) | 6.       |

## Kosárlabda

### Férfiak

#### Játékoskeret
| A spanyol férfi kosárlabda-válogatott kerete                                                                | A spanyol férfi kosárlabda-válogatott kerete                                                     |
| --- | ------------------------------------------------------------------------------------------------ |
| - Pau Gasol - Rudy Fernández - Sergio Rodríguez - Juan Carlos Navarro - José Manuel Calderón - Felipe Reyes | - Víctor Claver - Willy Hernangómez - Álex Abrines - Sergio Llull - Nikola Mirotić - Ricky Rubio |

#### Eredmények
Csoportkör
B csoport
| Hely. | Csapat        | M | Gy | V | P+  | P–  | Pk  | P |
| ----- | ------------- | - | -- | - | --- | --- | --- | - |
| 1.    | Horvátország  | 5 | 3  | 2 | 400 | 407 | −7  | 8 |
| 2.    | Spanyolország | 5 | 3  | 2 | 432 | 357 | +75 | 8 |
| 3.    | Litvánia      | 5 | 3  | 2 | 392 | 428 | −36 | 8 |
| 4.    | Argentína     | 5 | 3  | 2 | 441 | 428 | +13 | 8 |
| 5.    | Brazília      | 5 | 2  | 3 | 411 | 407 | +4  | 7 |
| 6.    | Nigéria       | 5 | 1  | 4 | 392 | 441 | −49 | 6 |

| 2016. augusztus 7. 19:00 (24:00) | Horvátország                             | 72–70     | Spanyolország | Carioca Arena 1, Rio de Janeiro Nézőszám: 8039 Játékvezetők: Stephen Seibel (CAN), Oļegs Latiševs (LAT), Robert Lottermoser (GER) |
| 2016. augusztus 7. 19:00 (24:00) | (13–21, 19–17, 15–16, 25–16) Jegyzőkönyv |           |               | Carioca Arena 1, Rio de Janeiro Nézőszám: 8039 Játékvezetők: Stephen Seibel (CAN), Oļegs Latiševs (LAT), Robert Lottermoser (GER) |
| 2016. augusztus 7. 19:00 (24:00) | Bogdanović 23                            | Pont      | Gasol 26      | Carioca Arena 1, Rio de Janeiro Nézőszám: 8039 Játékvezetők: Stephen Seibel (CAN), Oļegs Latiševs (LAT), Robert Lottermoser (GER) |
| 2016. augusztus 7. 19:00 (24:00) | három játékos 7                          | Lepattanó | Gasol 9       | Carioca Arena 1, Rio de Janeiro Nézőszám: 8039 Játékvezetők: Stephen Seibel (CAN), Oļegs Latiševs (LAT), Robert Lottermoser (GER) |
| 2016. augusztus 7. 19:00 (24:00) | Šarić 5                                  | Gólpassz  | Rodríguez 7   | Carioca Arena 1, Rio de Janeiro Nézőszám: 8039 Játékvezetők: Stephen Seibel (CAN), Oļegs Latiševs (LAT), Robert Lottermoser (GER) |

| 2016. augusztus 9. 14:15 (19:15) | Spanyolország                            | 65–66     | Brazília   | Carioca Arena 1, Rio de Janeiro Nézőszám: 10761 Játékvezetők: Ilija Belošević (SRB), Roberto Vázquez (PUR), Damir Javor (SLO) |
| 2016. augusztus 9. 14:15 (19:15) | (13–18, 18–16, 14–19, 20–13) Jegyzőkönyv |           |            | Carioca Arena 1, Rio de Janeiro Nézőszám: 10761 Játékvezetők: Ilija Belošević (SRB), Roberto Vázquez (PUR), Damir Javor (SLO) |
| 2016. augusztus 9. 14:15 (19:15) | Gasol 13                                 | Pont      | Huertas 11 | Carioca Arena 1, Rio de Janeiro Nézőszám: 10761 Játékvezetők: Ilija Belošević (SRB), Roberto Vázquez (PUR), Damir Javor (SLO) |
| 2016. augusztus 9. 14:15 (19:15) | Gasol 10                                 | Lepattanó | Lima 10    | Carioca Arena 1, Rio de Janeiro Nézőszám: 10761 Játékvezetők: Ilija Belošević (SRB), Roberto Vázquez (PUR), Damir Javor (SLO) |
| 2016. augusztus 9. 14:15 (19:15) | Rodríguez 5                              | Gólpassz  | Huertas 7  | Carioca Arena 1, Rio de Janeiro Nézőszám: 10761 Játékvezetők: Ilija Belošević (SRB), Roberto Vázquez (PUR), Damir Javor (SLO) |

| 2016. augusztus 11. 19:00 (24:00) | Nigéria                                  | 87–96     | Spanyolország | Carioca Arena 1, Rio de Janeiro Nézőszám: 6999 Játékvezetők: Steve Anderson (USA), José Reyes (MEX), Duan Zhu (CHN) |
| 2016. augusztus 11. 19:00 (24:00) | (11–25, 30–18, 25–22, 21–31) Jegyzőkönyv |           |               | Carioca Arena 1, Rio de Janeiro Nézőszám: 6999 Játékvezetők: Steve Anderson (USA), José Reyes (MEX), Duan Zhu (CHN) |
| 2016. augusztus 11. 19:00 (24:00) | Oguchi 24                                | Pont      | Gasol 16      | Carioca Arena 1, Rio de Janeiro Nézőszám: 6999 Játékvezetők: Steve Anderson (USA), José Reyes (MEX), Duan Zhu (CHN) |
| 2016. augusztus 11. 19:00 (24:00) | Diogu 7                                  | Lepattanó | Reyes 9       | Carioca Arena 1, Rio de Janeiro Nézőszám: 6999 Játékvezetők: Steve Anderson (USA), José Reyes (MEX), Duan Zhu (CHN) |
| 2016. augusztus 11. 19:00 (24:00) | Uzoh 7                                   | Gólpassz  | Llull 5       | Carioca Arena 1, Rio de Janeiro Nézőszám: 6999 Játékvezetők: Steve Anderson (USA), José Reyes (MEX), Duan Zhu (CHN) |

| 2016. augusztus 13. 19:00 (24:00) | Spanyolország                            | 109–59    | Litvánia       | Carioca Arena 1, Rio de Janeiro Nézőszám: 11 045 Játékvezetők: Ilija Belošević (SRB), Roberto Vázquez (PUR), Oļegs Latiševs (LAT) |
| 2016. augusztus 13. 19:00 (24:00) | (26–11, 22–18, 36–16, 25–14) Jegyzőkönyv |           |                | Carioca Arena 1, Rio de Janeiro Nézőszám: 11 045 Játékvezetők: Ilija Belošević (SRB), Roberto Vázquez (PUR), Oļegs Latiševs (LAT) |
| 2016. augusztus 13. 19:00 (24:00) | Gasol 23                                 | Pont      | Kuzminskas 17  | Carioca Arena 1, Rio de Janeiro Nézőszám: 11 045 Játékvezetők: Ilija Belošević (SRB), Roberto Vázquez (PUR), Oļegs Latiševs (LAT) |
| 2016. augusztus 13. 19:00 (24:00) | Reyes 9                                  | Lepattanó | Valančiūnas 10 | Carioca Arena 1, Rio de Janeiro Nézőszám: 11 045 Játékvezetők: Ilija Belošević (SRB), Roberto Vázquez (PUR), Oļegs Latiševs (LAT) |
| 2016. augusztus 13. 19:00 (24:00) | Llull 6                                  | Gólpassz  | Mačiulis 2     | Carioca Arena 1, Rio de Janeiro Nézőszám: 11 045 Játékvezetők: Ilija Belošević (SRB), Roberto Vázquez (PUR), Oļegs Latiševs (LAT) |

| 2016. augusztus 15. 19:00 (24:00) | Spanyolország                            | 92–73     | Argentína       | Carioca Arena 1, Rio de Janeiro Nézőszám: 10 949 Játékvezetők: Christos Christodoulou (GRE), Stephen Seibel (CAN), Roberto Vázquez (PUR) |
| 2016. augusztus 15. 19:00 (24:00) | (25–15, 23–20, 23–22, 21–16) Jegyzőkönyv |           |                 | Carioca Arena 1, Rio de Janeiro Nézőszám: 10 949 Játékvezetők: Christos Christodoulou (GRE), Stephen Seibel (CAN), Roberto Vázquez (PUR) |
| 2016. augusztus 15. 19:00 (24:00) | Fernández 23                             | Pont      | Laprovíttola 21 | Carioca Arena 1, Rio de Janeiro Nézőszám: 10 949 Játékvezetők: Christos Christodoulou (GRE), Stephen Seibel (CAN), Roberto Vázquez (PUR) |
| 2016. augusztus 15. 19:00 (24:00) | Gasol 13                                 | Lepattanó | három játékos 5 | Carioca Arena 1, Rio de Janeiro Nézőszám: 10 949 Játékvezetők: Christos Christodoulou (GRE), Stephen Seibel (CAN), Roberto Vázquez (PUR) |
| 2016. augusztus 15. 19:00 (24:00) | Llull, Rodríguez 5                       | Gólpassz  | Laprovíttola 4  | Carioca Arena 1, Rio de Janeiro Nézőszám: 10 949 Játékvezetők: Christos Christodoulou (GRE), Stephen Seibel (CAN), Roberto Vázquez (PUR) |

Negyeddöntő
| 2016. augusztus 17. 14:30 (19:30) | Spanyolország                            | 92–67     | Franciaország | Carioca Arena 1, Rio de Janeiro Nézőszám: 9725 Játékvezetők: José Reese (MEX), Damir Javor (SLO), Oļegs Latiševs (LAT) |
| 2016. augusztus 17. 14:30 (19:30) | (19–16, 24–14, 26–19, 23–18) Jegyzőkönyv |           |               | Carioca Arena 1, Rio de Janeiro Nézőszám: 9725 Játékvezetők: José Reese (MEX), Damir Javor (SLO), Oļegs Latiševs (LAT) |
| 2016. augusztus 17. 14:30 (19:30) | Mirotić 23                               | Pont      | Parker 14     | Carioca Arena 1, Rio de Janeiro Nézőszám: 9725 Játékvezetők: José Reese (MEX), Damir Javor (SLO), Oļegs Latiševs (LAT) |
| 2016. augusztus 17. 14:30 (19:30) | Gasol 8                                  | Lepattanó | Gobert 12     | Carioca Arena 1, Rio de Janeiro Nézőszám: 9725 Játékvezetők: José Reese (MEX), Damir Javor (SLO), Oļegs Latiševs (LAT) |
| 2016. augusztus 17. 14:30 (19:30) | Navarro 5                                | Gólpassz  | Diaw 5        | Carioca Arena 1, Rio de Janeiro Nézőszám: 9725 Játékvezetők: José Reese (MEX), Damir Javor (SLO), Oļegs Latiševs (LAT) |

Elődöntő
| 2016. augusztus 19. 15:30 (20:30) | Spanyolország                            | 76–82     | Egyesült Államok  | Carioca Arena 1, Rio de Janeiro Nézőszám: 10 455 Játékvezetők: Christos Christodoulou (GRE), José Reyes (MEX), Guilherme Locatelli (BRA) |
| 2016. augusztus 19. 15:30 (20:30) | (17–26, 22–19, 18–21, 19–16) Jegyzőkönyv |           |                   | Carioca Arena 1, Rio de Janeiro Nézőszám: 10 455 Játékvezetők: Christos Christodoulou (GRE), José Reyes (MEX), Guilherme Locatelli (BRA) |
| 2016. augusztus 19. 15:30 (20:30) | Gasol 23                                 | Pont      | Thompson 22       | Carioca Arena 1, Rio de Janeiro Nézőszám: 10 455 Játékvezetők: Christos Christodoulou (GRE), José Reyes (MEX), Guilherme Locatelli (BRA) |
| 2016. augusztus 19. 15:30 (20:30) | Gasol 8                                  | Lepattanó | Jordan 16         | Carioca Arena 1, Rio de Janeiro Nézőszám: 10 455 Játékvezetők: Christos Christodoulou (GRE), José Reyes (MEX), Guilherme Locatelli (BRA) |
| 2016. augusztus 19. 15:30 (20:30) | Rodríguez 5                              | Gólpassz  | Lowry, Thompson 3 | Carioca Arena 1, Rio de Janeiro Nézőszám: 10 455 Játékvezetők: Christos Christodoulou (GRE), José Reyes (MEX), Guilherme Locatelli (BRA) |

Bronzmérkőzés
| 2016. augusztus 21. 11:30 (16:30) | Ausztrália                               | 88–89     | Spanyolország | Carioca Arena 1, Rio de Janeiro Nézőszám: 9449 Játékvezetők: Ilija Belošević (SRB), Steven Anderson (USA), Roberto Vázquez (PUR) |
| 2016. augusztus 21. 11:30 (16:30) | (17–23, 21–17, 26–27, 24–22) Jegyzőkönyv |           |               | Carioca Arena 1, Rio de Janeiro Nézőszám: 9449 Játékvezetők: Ilija Belošević (SRB), Steven Anderson (USA), Roberto Vázquez (PUR) |
| 2016. augusztus 21. 11:30 (16:30) | Mills 30                                 | Pont      | Gasol 31      | Carioca Arena 1, Rio de Janeiro Nézőszám: 9449 Játékvezetők: Ilija Belošević (SRB), Steven Anderson (USA), Roberto Vázquez (PUR) |
| 2016. augusztus 21. 11:30 (16:30) | Lisch, Motum 6                           | Lepattanó | Gasol 11      | Carioca Arena 1, Rio de Janeiro Nézőszám: 9449 Játékvezetők: Ilija Belošević (SRB), Steven Anderson (USA), Roberto Vázquez (PUR) |
| 2016. augusztus 21. 11:30 (16:30) | Dellavedova 8                            | Gólpassz  | Rodríguez 5   | Carioca Arena 1, Rio de Janeiro Nézőszám: 9449 Játékvezetők: Ilija Belošević (SRB), Steven Anderson (USA), Roberto Vázquez (PUR) |

| Csapat        | Helyezés |
| ------------- | -------- |
| Spanyolország | 3        |

### Nők

#### Játékoskeret
| A spanyol női kosárlabda-válogatott kerete                                                      | A spanyol női kosárlabda-válogatott kerete                                               |
| ----------------------------------------------------------------------------------------------- | ---------------------------------------------------------------------------------------- |
| - Leticia Romero - Laura Nicholls - Silvia Domínguez - Alba Torrens - Laia Palau - Marta Xargay | - Leonor Rodríguez - Lucila Pascua - Anna Cruz - Laura Quevedo - Laura Gil - Astou Ndour |

#### Eredmények
Csoportkör
B csoport
| Hely. | Csapat           | M | Gy | V | P+  | P–  | Pk   | P  |
| ----- | ---------------- | - | -- | - | --- | --- | ---- | -- |
| 1.    | Egyesült Államok | 5 | 5  | 0 | 520 | 316 | +204 | 10 |
| 2.    | Spanyolország    | 5 | 4  | 1 | 387 | 333 | +54  | 9  |
| 3.    | Kanada           | 5 | 3  | 2 | 340 | 347 | −7   | 8  |
| 4.    | Szerbia          | 5 | 2  | 3 | 385 | 406 | −21  | 7  |
| 5.    | Kína             | 5 | 1  | 4 | 371 | 428 | −57  | 6  |
| 6.    | Szenegál         | 5 | 0  | 5 | 309 | 482 | −173 | 5  |

| 2016. augusztus 7. 14:15 (19:15) | Szerbia                                  | 59–65     | Spanyolország    | Youth Arena, Rio de Janeiro Nézőszám: 2654 Játékvezetők: Roberto Vázquez (PUR), Natalia Cuello (DOM), Piotr Pastusiak (POL) |
| 2016. augusztus 7. 14:15 (19:15) | (18–19, 13–12, 13–15, 15–19) Jegyzőkönyv |           |                  | Youth Arena, Rio de Janeiro Nézőszám: 2654 Játékvezetők: Roberto Vázquez (PUR), Natalia Cuello (DOM), Piotr Pastusiak (POL) |
| 2016. augusztus 7. 14:15 (19:15) | Milovanović 17                           | Pont      | Xargay 15        | Youth Arena, Rio de Janeiro Nézőszám: 2654 Játékvezetők: Roberto Vázquez (PUR), Natalia Cuello (DOM), Piotr Pastusiak (POL) |
| 2016. augusztus 7. 14:15 (19:15) | Petrović 8                               | Lepattanó | Ndour 12         | Youth Arena, Rio de Janeiro Nézőszám: 2654 Játékvezetők: Roberto Vázquez (PUR), Natalia Cuello (DOM), Piotr Pastusiak (POL) |
| 2016. augusztus 7. 14:15 (19:15) | A. Dabović 4                             | Gólpassz  | Palau, Torrens 5 | Youth Arena, Rio de Janeiro Nézőszám: 2654 Játékvezetők: Roberto Vázquez (PUR), Natalia Cuello (DOM), Piotr Pastusiak (POL) |

| 2016. augusztus 8. 12:00 (17:00) | Spanyolország                            | 63–103    | Egyesült Államok | Youth Arena, Rio de Janeiro Nézőszám: 2073 Játékvezetők: Christos Christodoulou (GRE), Sreten Radović (CRO), Ahmed Al-Bulushi (OMA) |
| 2016. augusztus 8. 12:00 (17:00) | (14–29, 23–25, 14–20, 12–29) Jegyzőkönyv |           |                  | Youth Arena, Rio de Janeiro Nézőszám: 2073 Játékvezetők: Christos Christodoulou (GRE), Sreten Radović (CRO), Ahmed Al-Bulushi (OMA) |
| 2016. augusztus 8. 12:00 (17:00) | Torrens 20                               | Pont      | Taurasi 13       | Youth Arena, Rio de Janeiro Nézőszám: 2073 Játékvezetők: Christos Christodoulou (GRE), Sreten Radović (CRO), Ahmed Al-Bulushi (OMA) |
| 2016. augusztus 8. 12:00 (17:00) | Ndour 8                                  | Lepattanó | Charles 6        | Youth Arena, Rio de Janeiro Nézőszám: 2073 Játékvezetők: Christos Christodoulou (GRE), Sreten Radović (CRO), Ahmed Al-Bulushi (OMA) |
| 2016. augusztus 8. 12:00 (17:00) | Domínguez 3                              | Gólpassz  | Bird, Charles 5  | Youth Arena, Rio de Janeiro Nézőszám: 2073 Játékvezetők: Christos Christodoulou (GRE), Sreten Radović (CRO), Ahmed Al-Bulushi (OMA) |

| 2016. augusztus 10. 12:15 (17:15) | Kína                                    | 68–89     | Spanyolország | Youth Arena, Rio de Janeiro Nézőszám: 1230 Játékvezetők: Eddie Viator (FRA), Leandro Lezcano (ARG), Natalia Cuello (DOM) |
| 2016. augusztus 10. 12:15 (17:15) | (18–14, 20–27, 21–23, 9–25) Jegyzőkönyv |           |               | Youth Arena, Rio de Janeiro Nézőszám: 1230 Játékvezetők: Eddie Viator (FRA), Leandro Lezcano (ARG), Natalia Cuello (DOM) |
| 2016. augusztus 10. 12:15 (17:15) | Sao (Shao) 14                           | Pont      | Torrens 32    | Youth Arena, Rio de Janeiro Nézőszám: 1230 Játékvezetők: Eddie Viator (FRA), Leandro Lezcano (ARG), Natalia Cuello (DOM) |
| 2016. augusztus 10. 12:15 (17:15) | Szun Meng-zs. (Sun Mengr.) 8            | Lepattanó | Nicholls 10   | Youth Arena, Rio de Janeiro Nézőszám: 1230 Játékvezetők: Eddie Viator (FRA), Leandro Lezcano (ARG), Natalia Cuello (DOM) |
| 2016. augusztus 10. 12:15 (17:15) | Csen Hsz. (Chen X.) 6                   | Gólpassz  | Palau 7       | Youth Arena, Rio de Janeiro Nézőszám: 1230 Játékvezetők: Eddie Viator (FRA), Leandro Lezcano (ARG), Natalia Cuello (DOM) |

| 2016. augusztus 12. 17:45 (22:45) | Spanyolország                           | 97–43     | Szenegál        | Youth Arena, Rio de Janeiro Nézőszám: 3329 Játékvezetők: Scott Beker (AUS), Leandro Lezcano (ARG), Chahinaz Boussetta (MAR) |
| 2016. augusztus 12. 17:45 (22:45) | (26–11, 20–8, 25–13, 26–11) Jegyzőkönyv |           |                 | Youth Arena, Rio de Janeiro Nézőszám: 3329 Játékvezetők: Scott Beker (AUS), Leandro Lezcano (ARG), Chahinaz Boussetta (MAR) |
| 2016. augusztus 12. 17:45 (22:45) | Torrens 14                              | Pont      | Sy 16           | Youth Arena, Rio de Janeiro Nézőszám: 3329 Játékvezetők: Scott Beker (AUS), Leandro Lezcano (ARG), Chahinaz Boussetta (MAR) |
| 2016. augusztus 12. 17:45 (22:45) | Nicholls 7                              | Lepattanó | Diarra 6        | Youth Arena, Rio de Janeiro Nézőszám: 3329 Játékvezetők: Scott Beker (AUS), Leandro Lezcano (ARG), Chahinaz Boussetta (MAR) |
| 2016. augusztus 12. 17:45 (22:45) | négy játékos 5                          | Gólpassz  | három játékos 2 | Youth Arena, Rio de Janeiro Nézőszám: 3329 Játékvezetők: Scott Beker (AUS), Leandro Lezcano (ARG), Chahinaz Boussetta (MAR) |

| 2016. augusztus 14. 17:45 (22:45) | Spanyolország                            | 73–60     | Kanada                     | Youth Arena, Rio de Janeiro Nézőszám: 3026 Játékvezetők: Cristiano Maranho (BRA), Vaughan Mayberry (AUS), Natalia Cuello (DOM) |
| 2016. augusztus 14. 17:45 (22:45) | (17–16, 16–13, 16–18, 24–13) Jegyzőkönyv |           |                            | Youth Arena, Rio de Janeiro Nézőszám: 3026 Játékvezetők: Cristiano Maranho (BRA), Vaughan Mayberry (AUS), Natalia Cuello (DOM) |
| 2016. augusztus 14. 17:45 (22:45) | Torrens 20                               | Pont      | Fields 13                  | Youth Arena, Rio de Janeiro Nézőszám: 3026 Játékvezetők: Cristiano Maranho (BRA), Vaughan Mayberry (AUS), Natalia Cuello (DOM) |
| 2016. augusztus 14. 17:45 (22:45) | Nicholls 12                              | Lepattanó | Achonwa, Raincock-Ekunwe 7 | Youth Arena, Rio de Janeiro Nézőszám: 3026 Játékvezetők: Cristiano Maranho (BRA), Vaughan Mayberry (AUS), Natalia Cuello (DOM) |
| 2016. augusztus 14. 17:45 (22:45) | Palau 6                                  | Gólpassz  | három játékos 2            | Youth Arena, Rio de Janeiro Nézőszám: 3026 Játékvezetők: Cristiano Maranho (BRA), Vaughan Mayberry (AUS), Natalia Cuello (DOM) |

Negyeddöntő
| 2016. augusztus 16. 14:30 (19:30) | Spanyolország                           | 64–62     | Törökország | Carioca Arena 1, Rio de Janeiro Játékvezetők: Cristiano Maranho (BRA), Anne Panther (GER), Leandro Lezcano (ARG) |
| 2016. augusztus 16. 14:30 (19:30) | (12–17, 17–8, 13–22, 22–15) Jegyzőkönyv |           |             | Carioca Arena 1, Rio de Janeiro Játékvezetők: Cristiano Maranho (BRA), Anne Panther (GER), Leandro Lezcano (ARG) |
| 2016. augusztus 16. 14:30 (19:30) | Cruz 14                                 | Pont      | Sanders 22  | Carioca Arena 1, Rio de Janeiro Játékvezetők: Cristiano Maranho (BRA), Anne Panther (GER), Leandro Lezcano (ARG) |
| 2016. augusztus 16. 14:30 (19:30) | Torrens 11                              | Lepattanó | Sanders 10  | Carioca Arena 1, Rio de Janeiro Játékvezetők: Cristiano Maranho (BRA), Anne Panther (GER), Leandro Lezcano (ARG) |
| 2016. augusztus 16. 14:30 (19:30) | Cruz 6                                  | Gólpassz  | Alben 6     | Carioca Arena 1, Rio de Janeiro Játékvezetők: Cristiano Maranho (BRA), Anne Panther (GER), Leandro Lezcano (ARG) |

Elődöntő
| 2016. augusztus 18. 15:00 (20:00) | Spanyolország                           | 68–54     | Szerbia           | Carioca Arena 1, Rio de Janeiro Játékvezetők: Damir Javor (SLO), Scott Beker (AUS), Anne Panther (GER) |
| 2016. augusztus 18. 15:00 (20:00) | (20–9, 13–19, 20–10, 15–16) Jegyzőkönyv |           |                   | Carioca Arena 1, Rio de Janeiro Játékvezetők: Damir Javor (SLO), Scott Beker (AUS), Anne Panther (GER) |
| 2016. augusztus 18. 15:00 (20:00) | Torrens, Ndour 14                       | Pont      | Petrović, Čađo 12 | Carioca Arena 1, Rio de Janeiro Játékvezetők: Damir Javor (SLO), Scott Beker (AUS), Anne Panther (GER) |
| 2016. augusztus 18. 15:00 (20:00) | Nicholls 12                             | Lepattanó | Petrović, Page 7  | Carioca Arena 1, Rio de Janeiro Játékvezetők: Damir Javor (SLO), Scott Beker (AUS), Anne Panther (GER) |
| 2016. augusztus 18. 15:00 (20:00) | Palau 7                                 | Gólpassz  | Butulija 3        | Carioca Arena 1, Rio de Janeiro Játékvezetők: Damir Javor (SLO), Scott Beker (AUS), Anne Panther (GER) |

Döntő
| 2016. augusztus 20. 15:30 (20:30) | Egyesült Államok                         | 101–72    | Spanyolország    | Carioca Arena 1, Rio de Janeiro Játékvezetők: Eddie Viator (FRA), Piotr Pastusiak (POL), Hvang Inthe (Hwang In-tae) (KOR) |
| 2016. augusztus 20. 15:30 (20:30) | (21–17, 28–15, 32–17, 20–23) Jegyzőkönyv |           |                  | Carioca Arena 1, Rio de Janeiro Játékvezetők: Eddie Viator (FRA), Piotr Pastusiak (POL), Hvang Inthe (Hwang In-tae) (KOR) |
| 2016. augusztus 20. 15:30 (20:30) | Whalen, Taurasi 17                       | Pont      | Torrens 18       | Carioca Arena 1, Rio de Janeiro Játékvezetők: Eddie Viator (FRA), Piotr Pastusiak (POL), Hvang Inthe (Hwang In-tae) (KOR) |
| 2016. augusztus 20. 15:30 (20:30) | Charles, Griner 7                        | Lepattanó | Torrens, Ndour 5 | Carioca Arena 1, Rio de Janeiro Játékvezetők: Eddie Viator (FRA), Piotr Pastusiak (POL), Hvang Inthe (Hwang In-tae) (KOR) |
| 2016. augusztus 20. 15:30 (20:30) | Whalen 6                                 | Gólpassz  | Torrens, Cruz 4  | Carioca Arena 1, Rio de Janeiro Játékvezetők: Eddie Viator (FRA), Piotr Pastusiak (POL), Hvang Inthe (Hwang In-tae) (KOR) |

| Csapat        | Helyezés |
| ------------- | -------- |
| Spanyolország | 2.       |

## Lovaglás
Spanyol lovasok 2000 óta először szerepeltek olimpián lovastusában és díjugratásban.

### Díjlovaglás
| Sportoló                                                                | Ló                                | Versenyszám | Grand Prix | Grand Prix | Grand Prix Special | Grand Prix Special | Grand Prix Freestyle | Grand Prix Freestyle | Összesen      | Összesen      |
| Sportoló                                                                | Ló                                | Versenyszám | Eredmény   | Helyezés   | Eredmény           | Helyezés           | Technikai            | Művészi              | Eredmény      | Helyezés      |
| ----------------------------------------------------------------------- | --------------------------------- | ----------- | ---------- | ---------- | ------------------ | ------------------ | -------------------- | -------------------- | ------------- | ------------- |
| Claudio Castilla                                                        | Alcaide                           | Egyéni      | 69.814     | 38         | Kiesett            | Kiesett            | Kiesett              | Kiesett              | Kiesett       | Kiesett       |
| Beatriz Ferrer-Salat                                                    | Delgado                           | Egyéni      | 74.829     | 20         | 76.863             | 8                  | 76.500               | 83.000               | 80.161        | 10            |
| Severo Jurado                                                           | Lorenzo                           | Egyéni      | 76.429     | 11         | 77.479             | 6                  | 81.750               | 91.000               | 83.553        | 5             |
| Daniel Martin Dockx                                                     | Grandioso                         | Egyéni      | 70.829     | 34         | Nem jutott be      | Nem jutott be      | Nem jutott be        | Nem jutott be        | Nem jutott be | Nem jutott be |
| Claudio Castilla Beatriz Ferrer-Salat Severo Jurado Daniel Martin Dockx | Alcaide Delgado Lorenzo Grandioso | Csapat      | 74.029     | 7          | Kiesett            | Kiesett            |                      |                      | 74.029        | 7             |

### Lovastusa
| Sportoló       | Ló   | Versenyszám | Díjlovaglás | Díjlovaglás | Tereplovaglás | Tereplovaglás | Tereplovaglás | Díjugratás | Díjugratás | Díjugratás | Díjugratás | Díjugratás | Díjugratás | Összesen | Összesen |
| Sportoló       | Ló   | Versenyszám | Díjlovaglás | Díjlovaglás | Tereplovaglás | Tereplovaglás | Tereplovaglás | Selejtező  | Selejtező  | Selejtező  | Döntő      | Döntő      | Döntő      | Összesen | Összesen |
| Sportoló       | Ló   | Versenyszám | Büntetés    | Helyezés    | Büntetés      | Összesen      | Helyezés      | Büntetés   | Összesen   | Helyezés   | Büntetés   | Összesen   | Helyezés   | Büntetés | Helyezés |
| -------------- | ---- | ----------- | ----------- | ----------- | ------------- | ------------- | ------------- | ---------- | ---------- | ---------- | ---------- | ---------- | ---------- | -------- | -------- |
| Albert Hermoso | Hito | Egyéni      | 64.30       | 63          | Kizárva       | Kizárva       | Kizárva       | Kiesett    | Kiesett    | Kiesett    | Kiesett    | Kiesett    | Kiesett    | Kiesett  | Kiesett  |

### Díjugratás
| Sportoló                                                     | Ló                                                     | Versenyszám | Selejtező | Selejtező | Selejtező | Selejtező | Selejtező | Selejtező | Selejtező | Selejtező | Döntő    | Döntő   | Döntő    | Döntő    | Döntő   | Összesen | Összesen |
| Sportoló                                                     | Ló                                                     | Versenyszám | 1. futam  | 1. futam  | 2. futam  | 2. futam  | 2. futam  | 3. futam  | 3. futam  | 3. futam  | A futam  | A futam | B futam  | B futam  | B futam | Összesen | Összesen |
| Sportoló                                                     | Ló                                                     | Versenyszám | Büntetés  | Poz.      | Büntetés  | Összesen  | Poz.      | Büntetés  | Összesen  | Poz.      | Büntetés | Poz.    | Büntetés | Összesen | Poz.    | Büntetés | Poz.     |
| ------------------------------------------------------------ | ------------------------------------------------------ | ----------- | --------- | --------- | --------- | --------- | --------- | --------- | --------- | --------- | -------- | ------- | -------- | -------- | ------- | -------- | -------- |
| Eduardo Álvarez                                              | Rockfeller de Pleville                                 | Egyéni      | 4 #       | =27 T     | Kizárva   | Kizárva   | Kizárva   | Kiesett   | Kiesett   | Kiesett   | Kiesett  | Kiesett | Kiesett  | Kiesett  | Kiesett | Kiesett  | Kiesett  |
| Sergio Álvarez                                               | Carlo                                                  | Egyéni      | 0         | =1        | 0         | 0         | =1        | 6         | 6         | 17        | 0        | =1      | 9        | 9        | =20     | 9        | =20      |
| Pilar Cordón                                                 | Gribouille du Lys                                      | Egyéni      | 4         | =27       | 8         | 12        | =46       | Kiesett   | Kiesett   | Kiesett   | Kiesett  | Kiesett | Kiesett  | Kiesett  | Kiesett | Kiesett  | Kiesett  |
| Manuel Fernández                                             | U Watch                                                | Egyéni      | 4         | =27       | 4         | 8         | =30       | 9         | 17        | =38       | Kiesett  | Kiesett | Kiesett  | Kiesett  | Kiesett | Kiesett  | Kiesett  |
| Eduardo Álvarez Sergio Álvarez Pilar Cordón Manuel Fernández | Rockfeller de Pleville Carlo Gribouille du Lys U Watch | Csapat      | 8         | 8         | 12        | 12        | 11        | Kiesett   | Kiesett   | Kiesett   |          |         |          |          |         | Kiesett  | Kiesett  |

## Ökölvívás
Két spanyol ökölvívó szerzett kvótát magának a riói tornára. Samuel Carmona a 2016-os amatőr vb-n kvalifikált, míg Youba Sissokho a venezuelai olimpiai selejtezőtornán jutott ki.
Férfi
| Versenyző      | Versenyszám | Selejtező                      | Nyolcaddöntő             | Negyeddöntő                   | Elődöntő          | Döntő             | Helyezés |
| Versenyző      | Versenyszám | Ellenfél Eredmény              | Ellenfél Eredmény        | Ellenfél Eredmény             | Ellenfél Eredmény | Ellenfél Eredmény | Helyezés |
| -------------- | ----------- | ------------------------------ | ------------------------ | ----------------------------- | ----------------- | ----------------- | -------- |
| Samuel Carmona | Papírsúly   | Artur Hovhannisyan (ARM) · 3-0 | Paddy Barnes (IRL) · 2-1 | Yuberjén Martínez (COL) · 1-2 | kiesett           | kiesett           | 5.       |
| Youba Sissokho | Váltósúly   | Shakhram Giyasov (UZB) · 0-3   | kiesett                  | kiesett                       | kiesett           | kiesett           | 17.      |

## Rögbi

### Férfiak

#### Játékoskeret
| A spanyol férfi rögbiválogatott kerete                                                                 | A spanyol férfi rögbiválogatott kerete                                               |
| --- | ------------------------------------------------------------------------------------ |
| - Ignacio Martín - Matías Tudela - Iñaki Villanueva - Pablo Feijoo - Ángel López - Francisco Hernández | - Marcos Poggi - César Sempere - Igor Genua - Joan Losada - Pol Pla - Javier Carrión |

#### Eredmények
Csoportkör
C csoport
| Csapat                        | M | Gy | D | V | P+ | P– | Pk  | P |
| ----------------------------- | - | -- | - | - | -- | -- | --- | - |
| Dél-afrikai Köztársaság (RSA) | 3 | 2  | 0 | 1 | 55 | 12 | +43 | 7 |
| Franciaország (FRA)           | 3 | 2  | 0 | 1 | 57 | 45 | +12 | 7 |
| Ausztrália (AUS)              | 3 | 2  | 0 | 1 | 52 | 48 | +4  | 7 |
| Spanyolország (ESP)           | 3 | 0  | 0 | 3 | 17 | 76 | –59 | 3 |

| 2016. augusztus 9. 11:30 (16:30) |                    | Dél-afrikai Köztársaság (RSA) | 24–0 | Spanyolország (ESP) |  | Deodoro Stadion, Rio de Janeiro |
| 2016. augusztus 9. 11:30 (16:30) | (14–0) Jegyzőkönyv |                               |      |                     |  | Deodoro Stadion, Rio de Janeiro |

| 2016. augusztus 9. 16:00 (21:00) |                     | Ausztrália (AUS) | 26–12 | Spanyolország (ESP) |  | Deodoro Stadion, Rio de Janeiro |
| 2016. augusztus 9. 16:00 (21:00) | (14–12) Jegyzőkönyv |                  |       |                     |  | Deodoro Stadion, Rio de Janeiro |

| 2016. augusztus 10. 11:00 (16:00) |                   | Franciaország (FRA) | 26–5 | Spanyolország (ESP) |  | Deodoro Stadion, Rio de Janeiro |
| 2016. augusztus 10. 11:00 (16:00) | (7–0) Jegyzőkönyv |                     |      |                     |  | Deodoro Stadion, Rio de Janeiro |

9–12. helyért
| 2016. augusztus 10. 16:30 (21:30) |                   | Spanyolország (ESP) | 14–12 | Kenya (KEN) |  | Deodoro Stadion, Rio de Janeiro |
| 2016. augusztus 10. 16:30 (21:30) | (7–5) Jegyzőkönyv |                     |       |             |  | Deodoro Stadion, Rio de Janeiro |

9. helyért
| 2016. augusztus 11. 13:00 (18:00) |                    | Egyesült Államok (USA) | 24–12 | Spanyolország (ESP) |  | Deodoro Stadion, Rio de Janeiro |
| 2016. augusztus 11. 13:00 (18:00) | (12–5) Jegyzőkönyv |                        |       |                     |  | Deodoro Stadion, Rio de Janeiro |

| Csapat        | Helyezés |
| ------------- | -------- |
| Spanyolország | 10.      |

### Nők

#### Játékoskeret
| A spanyol női rögbiválogatott kerete                                                               | A spanyol női rögbiválogatott kerete                                                       |
| -------------------------------------------------------------------------------------------------- | ------------------------------------------------------------------------------------------ |
| - Berta García - Paula Medín - Ángela del Pan - Patricia García - Marina Bravo - Elisabet Martínez | - Bárbara Pla - Amaia Erbina - María Casado - Vanesa Rial - Iera Echebarria - María Ribera |

#### Eredmények
Csoportkör
B csoport
| Csapat              | M | Gy | D | V | P+  | P–  | Pk  | P |
| ------------------- | - | -- | - | - | --- | --- | --- | - |
| Új-Zéland (NZL)     | 3 | 3  | 0 | 0 | 109 | 12  | +97 | 9 |
| Franciaország (FRA) | 3 | 2  | 0 | 1 | 71  | 40  | +31 | 7 |
| Spanyolország (ESP) | 3 | 1  | 0 | 2 | 31  | 65  | –34 | 5 |
| Kenya (KEN)         | 3 | 0  | 0 | 3 | 17  | 111 | –94 | 3 |

| 2016. augusztus 6. 11:00 (16:00) |                    | Franciaország (FRA) | 24–7 | Spanyolország (ESP) |  | Deodoro Stadion, Rio de Janeiro |
| 2016. augusztus 6. 11:00 (16:00) | (12–0) Jegyzőkönyv |                     |      |                     |  | Deodoro Stadion, Rio de Janeiro |

| 2016. augusztus 6. 16:30 (21:30) |                    | Új-Zéland (NZL) | 31–5 | Spanyolország (ESP) |  | Deodoro Stadion, Rio de Janeiro |
| 2016. augusztus 6. 16:30 (21:30) | (12–0) Jegyzőkönyv |                 |      |                     |  | Deodoro Stadion, Rio de Janeiro |

| 2016. augusztus 7. 11:00 (16:00) |                   | Spanyolország (ESP) | 19–10 | Kenya (KEN) |  | Deodoro Stadion, Rio de Janeiro |
| 2016. augusztus 7. 11:00 (16:00) | (5–5) Jegyzőkönyv |                     |       |             |  | Deodoro Stadion, Rio de Janeiro |

Negyeddöntő
| 2016. augusztus 7. 17:00 (22:00) |                    | Ausztrália (AUS) | 24–0 | Spanyolország (ESP) |  | Deodoro Stadion, Rio de Janeiro |
| 2016. augusztus 7. 17:00 (22:00) | (12–0) Jegyzőkönyv |                  |      |                     |  | Deodoro Stadion, Rio de Janeiro |

5–8. helyért
| 2016. augusztus 8. 13:30 (18:30) |                    | Spanyolország (ESP) | 12–24 | Franciaország (FRA) |  | Deodoro Stadion, Rio de Janeiro |
| 2016. augusztus 8. 13:30 (18:30) | (0–17) Jegyzőkönyv |                     |       |                     |  | Deodoro Stadion, Rio de Janeiro |

7. helyért
| 2016. augusztus 8. 17:30 (22:30) |                   | Spanyolország (ESP) | 21–0 | Fidzsi-szigetek (FIJ) |  | Deodoro Stadion, Rio de Janeiro |
| 2016. augusztus 8. 17:30 (22:30) | (9–0) Jegyzőkönyv |                     |      |                       |  | Deodoro Stadion, Rio de Janeiro |

| Csapat        | Helyezés |
| ------------- | -------- |
| Spanyolország | 7.       |

## Röplabda

### Strandröplabda

#### Férfi
| Versenyző                   | Csoportkör | Csoportkör | 16 közé jutásért  | Nyolcaddöntő                                                         | Negyeddöntő       | Elődöntő          | Döntő             | Helyezés |
| Versenyző                   | Ellenfél Eredmény | Hely.      | Ellenfél Eredmény | Ellenfél Eredmény                                                    | Ellenfél Eredmény | Ellenfél Eredmény | Ellenfél Eredmény | Helyezés |
| --------------------------- | --- | ---------- | ----------------- | -------------------------------------------------------------------- | ----------------- | ----------------- | ----------------- | -------- |
| Adrián Gavira Pablo Herrera | F csoport · Olaszország (ITA) · Alexander Huber · Robin Seidl · 14–21, 21–17, 15–13 · Katar (QAT) · Cherif Younousse · Jefferson Pereira · 21–13, 18–21, 12–15 · Egyesült Államok (USA) · Jake Gibb · Casey Patterson · 21–19, 16–21, 15–7 | 1.         |                   | Brazília (BRA) · Alison Cerutti · Bruno Oscar Schmidt · 22–24, 13–21 | kiesett           | kiesett           | kiesett           | 9.       |

#### Női
| Versenyző                        | Csoportkör | Csoportkör | 16 közé jutásért  | Nyolcaddöntő                                                                | Negyeddöntő       | Elődöntő          | Döntő             | Helyezés |
| Versenyző                        | Ellenfél Eredmény | Hely.      | Ellenfél Eredmény | Ellenfél Eredmény                                                           | Ellenfél Eredmény | Ellenfél Eredmény | Ellenfél Eredmény | Helyezés |
| -------------------------------- | --- | ---------- | ----------------- | --------------------------------------------------------------------------- | ----------------- | ----------------- | ----------------- | -------- |
| Elsa Baquerizo Liliana Fernández | B csoport · Argentína (ARG) · Ana Gallay · Georgina Klug · 21–11, 21–19 · Csehország (CZE) · Barbora Hermannová · Markéta Sluková · 21–15, 21–19 · Brazília (BRA) · Ágatha Bednarczuk · Bárbara Seixas · 21–17, 22–20 | 1.         |                   | Oroszország (RUS) · Jekatyerina Birlova · Jevgenyija Ukolova · 21–23, 22–24 | kiesett           | kiesett           | kiesett           | 9.       |

## Sportlövészet
Férfi
| Versenyző         | Versenyszám          | Selejtező | Selejtező | Elődöntő | Elődöntő | Döntő   | Döntő    |
| Versenyző         | Versenyszám          | Pont      | Helyezés  | Pont     | Helyezés | Pont    | Helyezés |
| ----------------- | -------------------- | --------- | --------- | -------- | -------- | ------- | -------- |
| Jorge Llames      | Gyorstüzelő pisztoly | 577       | 14.       |          |          | kiesett | kiesett  |
| Pablo Carrera     | Légpisztoly          | 579       | 10.       |          |          | kiesett | kiesett  |
| Pablo Carrera     | Szabadpisztoly       | 555       | 9.        |          |          | kiesett | kiesett  |
| Jorge Díaz        | Légpuska             | 620,9     | 27.       |          |          | kiesett | kiesett  |
| Alberto Fernández | Trap                 | 115       | 17.       | kiesett  | kiesett  | kiesett | kiesett  |

Női
| Versenyző      | Versenyszám   | Selejtező | Selejtező | Elődöntő | Elődöntő | Döntő   | Döntő    |
| Versenyző      | Versenyszám   | Pont      | Helyezés  | Pont     | Helyezés | Pont    | Helyezés |
| -------------- | ------------- | --------- | --------- | -------- | -------- | ------- | -------- |
| Sonia Franquet | Légpisztoly   | 384       | 8.        |          |          | 116,5   | 6.       |
| Sonia Franquet | Sportpisztoly | 564       | 35.       | kiesett  | kiesett  | kiesett | kiesett  |
| Fátima Gálvez  | Trap          | 69        | 3.        | 12       | 4.       | 13 (+0) | 4.       |

## Súlyemelés
A spanyol súlyemelők a 2014-es és a 2015-ös vb-n szereztek először kvótákat. A 2016-os Eb-n Spanyolország még egy indulási jogot szerzett magának.
Férfi
| Versenyző     | Versenyszám | Szakítás                 | Szakítás                 | Lökés    | Lökés    | Összesen | Helyezés |
| Versenyző     | Versenyszám | Eredmény                 | Helyezés                 | Eredmény | Helyezés | Összesen | Helyezés |
| ------------- | ----------- | ------------------------ | ------------------------ | -------- | -------- | -------- | -------- |
| Josué Brachi  | 56 kg       | érvényes kísérlet nélkül | érvényes kísérlet nélkül | kiesett  | kiesett  | kiesett  | kiesett  |
| David Sánchez | 69 kg       | 142                      | 11.                      | 175      | 14.      | 317      | 10.      |
| Andrés Mata   | 77 kg       | 153                      | 7.                       | 190      | 6.       | 343      | 6.       |

Női
| Versenyző      | Versenyszám | Szakítás | Szakítás | Lökés    | Lökés    | Összesen | Helyezés |
| Versenyző      | Versenyszám | Eredmény | Helyezés | Eredmény | Helyezés | Összesen | Helyezés |
| -------------- | ----------- | -------- | -------- | -------- | -------- | -------- | -------- |
| Lidia Valentín | 75 kg       | 116      | 2.       | 141      | 3.       | 257      |          |

## Szinkronúszás
Ona Carbonell és Gemma Mengual a riói tesztverseny megnyerésével szereztek kvótát maguknak.
| Versenyző                   | Versenyszám | Technikai gyakorlat | Technikai gyakorlat | Selejtező        | Selejtező        | Selejtező  | Selejtező  | Döntő            | Döntő            | Döntő      | Döntő      | Helyezés |
| Versenyző                   | Versenyszám | Technikai gyakorlat | Technikai gyakorlat | Szabad gyakorlat | Szabad gyakorlat | Összesítés | Összesítés | Szabad gyakorlat | Szabad gyakorlat | Összesítés | Összesítés | Helyezés |
| Versenyző                   | Versenyszám | Pont                | Hely.               | Pont             | Hely.            | Pont       | Hely.      | Pont             | Hely.            | Pont       | Hely.      | Helyezés |
| --------------------------- | ----------- | ------------------- | ------------------- | ---------------- | ---------------- | ---------- | ---------- | ---------------- | ---------------- | ---------- | ---------- | -------- |
| Ona Carbonell Gemma Mengual | Páros       | 92,5024             | 5.                  | 93,7667          | 4.               | 186,2691   | 5.         | 94,1333          | 4.               | 187,1358   | 4.         | 4.       |

## Taekwondo
Spanyolország három taekwondóst indított, köztük a 2012-es címvédő pehelysúlyú Joel Gonzálezt és a többszörös világbajnoki érmes Eva Calvót. A harmadik résztvevő, Jesús Tortosa a 2016-os isztambuli selejtezőversenyen szerzett kvótát.
| Sportoló      | Versenyszám      | Nyolcaddöntő             | Negyeddöntő             | Elődöntő                  | Vigaszág               | Döntő/BM                 | Döntő/BM |
| Sportoló      | Versenyszám      | Ellenfél Eredmény        | Ellenfél Eredmény       | Ellenfél Eredmény         | Ellenfél Eredmény      | Ellenfél Eredmény        | Helyezés |
| ------------- | ---------------- | ------------------------ | ----------------------- | ------------------------- | ---------------------- | ------------------------ | -------- |
| Jesús Tortosa | Férfi légsúly    | Csao (CHN) · V 3–7       | Kiesett                 | Kiesett                   | Hajjami (MAR) · Gy 4–1 | Pie (DOM) · V 5–6        | 5        |
| Joel González | Férfi pehelysúly | Grgić (CRO) · Gy 4–3     | Pürevjav (MGL) · Gy 7–4 | Abu-Ghaush (JOR) · V 7–12 | Erőnyerő               | Contreras (VEN) · Gy 4–3 | 3        |
| Eva Calvo     | Női pehelysúly   | Harnsujin (THA) · Gy 6–5 | Alizadeh (IRI) · Gy 8–7 | Malak (EGY) · Gy 1–0      | Erőnyerő               | Jones (GBR) · L 7–16     | 2        |

## Tenisz
Kilenc spanyol (öt férfi és két nő) indult a tenisztornákon. A férfiaknál a 2008-as olimpiai bajnok Rafael Nadal (4.), David Ferrer (14.), Roberto Bautista Agut (16.) és Albert Ramos (32.) indult egyesben, míg a nőknél Carla Suárez Navarro és Garbiñe Muguruza képviselte őket.
Nadal párosban is indult, oldalán Marc Lópezzel, míg a nőknél ebben a versenyszámban Anabel Medina Garrigues és Arantxa Parra Santonja szállt harcba a győzelemért. A férfi párost Nadal és López megnyerte a román kettős ellen.
Nadal és Muguruza eredetileg indult volna vegyespárosban is, azonban később visszaléptek. Spanyolország nem maradt vegyespáros nélkül sem, azonban Suárez Navarro és Ferrer rögtön az első körben kiesett a britek, Heather Watson és Andy Murray ellen
Férfiak
| Sportoló                           | Versenyszám | Legjobb 64                          | Legjobb 32                          | Nyolcaddöntő                                 | Negyeddöntő                       | Elődöntő                                       | Döntő / BM                             | Döntő / BM |
| Sportoló                           | Versenyszám | Ellenfél Eredmény                   | Ellenfél Eredmény                   | Ellenfél Eredmény                            | Ellenfél Eredmény                 | Ellenfél Eredmény                              | Ellenfél Eredmény                      | Helyezés   |
| ---------------------------------- | ----------- | ----------------------------------- | ----------------------------------- | -------------------------------------------- | --------------------------------- | ---------------------------------------------- | -------------------------------------- | ---------- |
| Roberto Bautista Agut              | Egyes       | Kuznyecov (RUS) · 6–7(4–7), 6–2, vl | Lorenzi (ITA) · 7–6(7–2), 6–2       | Müller (LUX) · 6–4, 7–6(7–4)                 | del Potro (ARG) · 5–7, 6–7(4–7)   | Kiesett                                        | Kiesett                                | Kiesett    |
| David Ferrer                       | Egyes       | Istomin (UZB) · 6–2, 6–1            | Donszkoj (RUS) · 6–3, 6–7(1–7), 5–7 | Kiesett                                      | Kiesett                           | Kiesett                                        | Kiesett                                | Kiesett    |
| Rafael Nadal                       | Egyes       | Delbonis (ARG) · 6–2, 6–1           | Seppi (ITA) · 6–3, 6–3              | Simon (FRA) · 7–6(7–5), 6–3                  | Bellucci (BRA) · 2–6, 6–4, 6–2    | del Potro (ARG) · 7–5, 4–6, 6–7(5–7)           | Nisikori (JPN) · 2–6, 7–6(7–1), 3–6    | 4          |
| Albert Ramos                       | Egyes       | Nisikori (JPN) · 2–6, 4–6           | Kiesett                             | Kiesett                                      | Kiesett                           | Kiesett                                        | Kiesett                                | Kiesett    |
| Roberto Bautista Agut David Ferrer | Páros       |                                     | Rosol / · Štěpánek (CZE) · 6–1, 6–4 | Kubot / · Matkowski (POL) · 6–3, 7–6(7–5)    | Johnson / · Sock (USA) · 4–6, 2–6 | Kiesett                                        | Kiesett                                | Kiesett    |
| Marc López Rafael Nadal            | Páros       |                                     | Haase / · Rojer (NED) · 6–4, 6–4    | del Potro / · González (ARG) · 6–3, 5–7, 6–2 | Marach / · Peya (AUT) · 6–3, 6–1  | Nestor / · Pospisil (CAN) · 7–6(7–1), 7–6(7–4) | Mergea / · Tecău (ROU) · 6–2, 3–6, 6–4 | 1          |

Nők
| Sportoló                                       | Versenyszám | Legjobb 64                     | Legjobb 32                                   | Nyolcaddöntő                                 | Negyeddöntő                             | Elődöntő          | Döntő / BM        | Döntő / BM |
| Sportoló                                       | Versenyszám | Ellenfél Eredmény              | Ellenfél Eredmény                            | Ellenfél Eredmény                            | Ellenfél Eredmény                       | Ellenfél Eredmény | Ellenfél Eredmény | Helyezés   |
| ---------------------------------------------- | ----------- | ------------------------------ | -------------------------------------------- | -------------------------------------------- | --------------------------------------- | ----------------- | ----------------- | ---------- |
| Garbiñe Muguruza                               | Egyes       | Mitu (ROU) · 6–2, 6–2          | Hibino (JPN) · 6–1, 6–1                      | Puig (PUR) · 1–6, 1–6                        | Kiesett                                 | Kiesett           | Kiesett           | Kiesett    |
| Carla Suárez Navarro                           | Egyes       | Ivanović (SRB) · 2–6, 6–1, 6–2 | Konjuh (CRO) · 7–6(7–5), 6–3                 | Keys (USA) · 3–6, 6–3, 3–6                   | Kiesett                                 | Kiesett           | Kiesett           | Kiesett    |
| Anabel Medina Garrigues Arantxa Parra Santonja | Páros       |                                | Mattek-Sands / · Vandeweghe (USA) · 1–6, 1–6 | Kiesett                                      | Kiesett                                 | Kiesett           | Kiesett           | Kiesett    |
| Garbiñe Muguruza Carla Suárez Navarro          | Páros       |                                | Gonçalves / · Pereira (BRA) · 7–6(8–6), 6–2  | Flipkens / · Wickmayer (BEL) · 7–5, 2–6, 6–2 | Makarova / · Vesznyina (RUS) · 3–6, 4–6 | Kiesett           | Kiesett           | Kiesett    |

Vegyes páros
| Sportoló                          | Versenyszám  | Nyolcaddöntő                       | Negyeddöntő       | Elődöntő          | Döntő/BM          | Döntő/BM |
| Sportoló                          | Versenyszám  | Ellenfél Eredmény                  | Ellenfél Eredmény | Ellenfél Eredmény | Ellenfél Eredmény | Helyezés |
| --------------------------------- | ------------ | ---------------------------------- | ----------------- | ----------------- | ----------------- | -------- |
| Garbiñe Muguruza Rafael Nadal     | Vegyes páros | Hradecká / · Štěpánek (CZE) · VL   | Kiesett           | Kiesett           | Kiesett           | Kiesett  |
| Carla Suárez Navarro David Ferrer | Vegyes páros | Watson / · Murray (GBR) · 3–6, 4–6 | Kiesett           | Kiesett           | Kiesett           | Kiesett  |

## Tollaslabda
Mindkét tollaslabdázó a ranglistán elfoglalt helye alapján került az olimpiára, kettejük közül Carolina Marín ráadásul világelső.
| Sportoló       | Versenyszám | Csoportkör                     | Csoportkör                        | Csoportkör | Nyolcaddöntő      | Negyeddöntő                     | Elődöntő                     | Döntő/BM                             | Döntő/BM |
| Sportoló       | Versenyszám | Ellenfél Eredmény              | Ellenfél Eredmény                 | Helyezés   | Ellenfél Eredmény | Ellenfél Eredmény               | Ellenfél Eredmény            | Ellenfél Eredmény                    | Helyezés |
| -------------- | ----------- | ------------------------------ | --------------------------------- | ---------- | ----------------- | ------------------------------- | ---------------------------- | ------------------------------------ | -------- |
| Pablo Abián    | Férfi egyes | Yu Woon (BRU) · (21–12, 21–10) | Hu Y (HKG) · (18–21, 19–21)       | 2          | Kiesett           | Kiesett                         | Kiesett                      | Kiesett                              | Kiesett  |
| Carolina Marín | Női egyes   | Vainio (FIN) · (21–6, 21–4)    | Kjærsfeldt (DEN) · (21–16, 21–13) | 1          | Erőnyerő          | Sung J-h (KOR) · (21–12, 21–16) | Li Xr (CHN) · (21–14, 21–16) | Sindhu (IND) · (19–21, 21–12, 21-15) | 1        |

## Torna

### Szertorna
Három egyéni szertornász szerepelt Rióban, csapatszinten viszont sem a nők, sem a férfiak nem képviseltették magukat, 1980 óta először.
Férfiak
| Sportoló         | Versenyszám      | Selejtező | Selejtező | Selejtező | Selejtező | Selejtező | Selejtező | Selejtező | Selejtező | Döntő   | Döntő   | Döntő   | Döntő   | Döntő   | Döntő   | Döntő    | Döntő    |
| Sportoló         | Versenyszám      | Szer      | Szer      | Szer      | Szer      | Szer      | Szer      | Összesen  | Helyezés  | Szer    | Szer    | Szer    | Szer    | Szer    | Szer    | Összesen | Helyezés |
| Sportoló         | Versenyszám      | T         | L         | Gy        | U         | K         | Ny        | Összesen  | Helyezés  | T       | L       | Gy      | U       | K       | Ny      | Összesen | Helyezés |
| ---------------- | ---------------- | --------- | --------- | --------- | --------- | --------- | --------- | --------- | --------- | ------- | ------- | ------- | ------- | ------- | ------- | -------- | -------- |
| Néstor Abad      | Egyéni összetett | 14.033    | 13.400    | 14.333    | 14.900    | 12.966    | 14.766    | 84.398    | 31        | Kiesett | Kiesett | Kiesett | Kiesett | Kiesett | Kiesett | Kiesett  | Kiesett  |
| Rayderley Zapata | Talaj            | 15.083    |           |           |           |           |           | 15.083    | 11        | Kiesett | Kiesett | Kiesett | Kiesett | Kiesett | Kiesett | Kiesett  | Kiesett  |

Nők
| Sportoló  | Versenyszám      | Selejtező | Selejtező | Selejtező | Selejtező | Selejtező | Selejtező | Döntő   | Döntő   | Döntő   | Döntő   | Döntő    | Döntő    |
| Sportoló  | Versenyszám      | Szer      | Szer      | Szer      | Szer      | Összesen  | Helyezés  | Szer    | Szer    | Szer    | Szer    | Összesen | Helyezés |
| Sportoló  | Versenyszám      | U         | FK        | G         | T         | Összesen  | Helyezés  | U       | FK      | G       | T       | Összesen | Helyezés |
| --------- | ---------------- | --------- | --------- | --------- | --------- | --------- | --------- | ------- | ------- | ------- | ------- | -------- | -------- |
| Ana Pérez | Egyéni összetett | 13.933    | 13.633    | 13.600    | 13.133    | 54.299    | 36        | Kiesett | Kiesett | Kiesett | Kiesett | Kiesett  | Kiesett  |

### Ritmikus gimnasztika
Egy egyéni induló és a csapat is indulási jogot szerzett, ugyanis az egyéni a legjobb 15 között, a csapat pedig a legjobb 10 között található.
| Sportoló           | Versenyszám | Selejtező | Selejtező | Selejtező | Selejtező | Selejtező | Selejtező | Döntő  | Döntő  | Döntő    | Döntő  | Döntő    | Döntő    |
| Sportoló           | Versenyszám | Karika    | Labda     | Buzogány  | Szalag    | Összesen  | Helyezés  | Karika | Labda  | Buzogány | Szalag | Összesen | Helyezés |
| ------------------ | ----------- | --------- | --------- | --------- | --------- | --------- | --------- | ------ | ------ | -------- | ------ | -------- | -------- |
| Carolina Rodríguez | Egyéni      | 17.566    | 17.750    | 17.833    | 17.366    | 70.515    | 7         | 17.616 | 17.683 | 17.700   | 16.950 | 69.949   | 8        |

| Sportoló                                                                     | Versenyszám | Selejtező | Selejtező           | Selejtező | Selejtező | Döntő   | Döntő               | Döntő    | Döntő    |
| Sportoló                                                                     | Versenyszám | 5 labda   | 3 buzogány 2 karika | Összesen  | Helyezés  | 5 labda | 3 buzogány 2 karika | Összesen | Helyezés |
| ---------------------------------------------------------------------------- | ----------- | --------- | ------------------- | --------- | --------- | ------- | ------------------- | -------- | -------- |
| Sandra Aguilar Artemi Gavezou Elena López Lourdes Mohedano Alejandra Quereda | Csapat      | 17.783    | 17.966              | 35.749    | 1         | 17.800  | 17.966              | 35.766   | 2        |

## Triatlon
Három férfi és három női triatlonos indult spanyol színekben, mind a hatan világranglistás helyezéseik alapján. A férfiaknál az eredetileg kijutó, 2012-es ezüstérmes Javier Gómez Noya helyett sérülés miatt Vicente Hernández került a csapatba.
| Sportoló          | Versenyszám | Úszás (1.5 km) | 1. váltás | Kerékpározás (40 km) | 2. váltás     | Futás (10 km) | Összidő       | Helyezés      |
| ----------------- | ----------- | -------------- | --------- | -------------------- | ------------- | ------------- | ------------- | ------------- |
| Fernando Alarza   | Férfiak     | 18:05          | 0:51      | 56:23                | 0:38          | 32:11         | 1:48:08       | 18            |
| Vicente Hernández | Férfiak     | 18:10          | 0:50      | 55:41                | 0:35          | 33:34         | 1:48:50       | 27            |
| Mario Mola        | Férfiak     | 17:37          | 0:46      | 56:18                | 0:33          | 31:12         | 1:46:26       | 8             |
| Miriam Casillas   | Nők         | 20:04          | 0.51      | 1:06:03              | 0:43          | 37:51         | 2:05:32       | 43            |
| Ainhoa Murúa      | Nők         | 19:19          | 0.56      | 1:04:29              | 1:30          | Nem ért célba | Nem ért célba | Nem ért célba |
| Carolina Routier  | Nők         | 19:01          | 0.56      | Nem ért célba        | Nem ért célba | Nem ért célba | Nem ért célba | Nem ért célba |

## Úszás
Férfiak
| Sportoló                                                                 | Versenyszám          | Előfutam | Előfutam | Középfutam | Középfutam | Döntő   | Döntő    |
| Sportoló                                                                 | Versenyszám          | Idő      | Helyezés | Idő        | Helyezés   | Idő     | Helyezés |
| ------------------------------------------------------------------------ | -------------------- | -------- | -------- | ---------- | ---------- | ------- | -------- |
| Antonio Arroyo                                                           | 1500 m gyors         | 15:12.61 | 26       |            |            | Kiesett | Kiesett  |
| Miguel Durán                                                             | 400 m gyors          | 3:53.40  | 37       |            |            | Kiesett | Kiesett  |
| Hugo González                                                            | 100 m hát            | 54.18    | 20       | Kiesett    | Kiesett    | Kiesett | Kiesett  |
| Hugo González                                                            | 200 m hát            | 1:57.50  | 14       | 1:59.08    | 16         | Kiesett | Kiesett  |
| Carlos Peralta                                                           | 200 m pillangó       | 1:56.98  | 21       | Kiesett    | Kiesett    | Kiesett | Kiesett  |
| Joan Lluís Pons                                                          | 400 m vegyes         | 4:13.55  | 8        |            |            | 4:16.58 | 8        |
| Marc Sánchez                                                             | 1500 m gyors         | 15:11.38 | 24       |            |            | Kiesett | Kiesett  |
| Eduardo Solaeche                                                         | 200 m vegyes         | 1:59.67  | =12      | 2:00.47    | 15         | Kiesett | Kiesett  |
| Markel Alberdi Aitor Martínez Bruno Ortiz-Cañavate Miguel Ortiz-Cañavate | 4 × 100 m gyorsváltó | 3:16.71  | 14       |            |            | Kiesett | Kiesett  |
| Miguel Durán Víctor Martín Albert Puig Marc Sánchez                      | 4 × 200 m gyorsváltó | 7:12.62  | 12       |            |            | Kiesett | Kiesett  |

Nők
| Sportoló                                                     | Versenyszám          | Előfutam | Előfutam | Középdöntő | Középdöntő | Döntő     | Döntő    |
| Sportoló                                                     | Versenyszám          | Idő      | Helyezés | Idő        | Helyezés   | Idő       | Helyezés |
| ------------------------------------------------------------ | -------------------- | -------- | -------- | ---------- | ---------- | --------- | -------- |
| Mireia Belmonte                                              | 400 m gyors          | 4:08.12  | 15       |            |            | Kiesett   | Kiesett  |
| Mireia Belmonte                                              | 800 m gyors          | 8:25.55  | 8        |            |            | 8:18.55   | 4        |
| Mireia Belmonte                                              | 200 m pillangó       | 2:06.64  | 1        | 2:06.06    | 2          | 2:04.85   | 1        |
| Mireia Belmonte                                              | 200 m vegyes         | 2:12.58  | 15       | 2:13.33    | 16         | Kiesett   | Kiesett  |
| Mireia Belmonte                                              | 400 m vegyes         | 4:32.75  | 2        |            |            | 4:32.39   | 3        |
| Patricia Castro                                              | 200 m gyors          | 2:00.71  | 35       | Kiesett    | Kiesett    | Kiesett   | Kiesett  |
| Melani Costa                                                 | 200 m gyors          | 1:58.19  | 19       | Kiesett    | Kiesett    | Kiesett   | Kiesett  |
| Melani Costa                                                 | 400 m gyors          | 4:08.96  | 17       |            |            | Kiesett   | Kiesett  |
| Duane da Rocha                                               | 100 m hát            | 1:00.87  | 15       | 1:00.85    | 15         | Kiesett   | Kiesett  |
| Duane da Rocha                                               | 200 m hát            | 2:11.17  | 19       | Kiesett    | Kiesett    | Kiesett   | Kiesett  |
| Judit Ignacio                                                | 100 m pillangó       | 59.61    | 30       | Kiesett    | Kiesett    | Kiesett   | Kiesett  |
| Judit Ignacio                                                | 200 m pillangó       | 2:09.82  | 20       | Kiesett    | Kiesett    | Kiesett   | Kiesett  |
| Jessica Vall                                                 | 100 m mell           | 1:07.07  | 14       | 1:07.55    | 16         | Kiesett   | Kiesett  |
| Jessica Vall                                                 | 200 m mell           | 2:24.55  | 11       | 2:24.22    | 10         | Kiesett   | Kiesett  |
| María Vilas                                                  | 800 m gyors          | 8:36.43  | 19       |            |            | Kiesett   | Kiesett  |
| María Vilas                                                  | 400 m vegyes         | 4:42.52  | 19       |            |            | Kiesett   | Kiesett  |
| Erika Villaécija                                             | 10 km nyílt vízi     |          |          |            |            | 1:59:04.8 | 17       |
| África Zamorano                                              | 200 m hát            | 2:13.74  | 25       | Kiesett    | Kiesett    | Kiesett   | Kiesett  |
| África Zamorano                                              | 200 m vegyes         | 2:14.87  | 24       | Kiesett    | Kiesett    | Kiesett   | Kiesett  |
| Patricia Castro Melani Costa Fátima Gallardo Marta González  | 4 × 100 m gyorsváltó | 3:40.46  | 13       |            |            | Kiesett   | Kiesett  |
| Patricia Castro Melani Costa Fátima Gallardo África Zamorano | 4 × 200 m gyorsváltó | 8:03.74  | 16       |            |            | Kiesett   | Kiesett  |

## Vitorlázás
Férfiak
| Sportoló               | Versenyszám | Verseny | Verseny | Verseny | Verseny | Verseny | Verseny | Verseny | Verseny | Verseny | Verseny | Verseny | Verseny | Verseny | Pont | Helyezés |
| Sportoló               | Versenyszám | 1       | 2       | 3       | 4       | 5       | 6       | 7       | 8       | 9       | 10      | 11      | 12      | É       | Pont | Helyezés |
| ---------------------- | ----------- | ------- | ------- | ------- | ------- | ------- | ------- | ------- | ------- | ------- | ------- | ------- | ------- | ------- | ---- | -------- |
| Iván Pastor            | Szörf       | 17      | 19      | 10      | 7       | 7       | 37      | 11      | 22      | 16      | 9       | 2       | 3       | 2       | 127  | 9        |
| Joaquín Blanco         | Laser       | 28      | 47      | 24      | 41      | 26      | 29      | 26      | 47      | 30      | 35      |         |         | –       | 286  | 36       |
| Joan Herp Jordi Xammar | 470         | 4       | 16      | 14      | 10      | 9       | 22      | 7       | 16      | 12      | 9       |         |         | –       | 97   | 12       |
| Diego Botín Iago López | 49er        | 16      | 5       | 3       | 13      | 6       | 10      | 13      | 15      | 18      | 12      | 2       | 13      | 6       | 120  | 9        |

Nők
| Sportoló                        | Versenyszám  | Verseny | Verseny | Verseny | Verseny | Verseny | Verseny | Verseny | Verseny | Verseny | Verseny | Verseny | Verseny | Verseny | Pont | Helyezés |
| Sportoló                        | Versenyszám  | 1       | 2       | 3       | 4       | 5       | 6       | 7       | 8       | 9       | 10      | 11      | 12      | É       | Pont | Helyezés |
| ------------------------------- | ------------ | ------- | ------- | ------- | ------- | ------- | ------- | ------- | ------- | ------- | ------- | ------- | ------- | ------- | ---- | -------- |
| Marina Alabau                   | Szörf        | 8       | 7       | 2       | 7       | 6       | 8       | 7       | 2       | 1       | 27      | 9       | 3       | 5       | 71   | 5        |
| Alicia Cebrián                  | Laser radial | 27      | 9       | 24      | 12      | 13      | 8       | 28      | 4       | 21      | 12      |         |         | –       | 130  | 17       |
| Bàrbara Cornudella Sara López   | 470          | 14      | 13      | 7       | 11      | 13      | 11      | 13      | 19      | 11      | 10      |         |         | –       | 103  | 12       |
| Berta Betanzos Támara Echegoyen | 49erFX       | 4       | 13      | 3       | 1       | 11      | 5       | 4       | 1       | 1       | 5       | 10      | 1       | 7       | 60   | 4        |

Vegyes
| Sportoló                        | Versenyszám | Verseny | Verseny | Verseny | Verseny | Verseny | Verseny | Verseny | Verseny | Verseny | Verseny | Verseny | Verseny | Verseny | Pont | Helyezés |
| Sportoló                        | Versenyszám | 1       | 2       | 3       | 4       | 5       | 6       | 7       | 8       | 9       | 10      | 11      | 12      | É       | Pont | Helyezés |
| ------------------------------- | ----------- | ------- | ------- | ------- | ------- | ------- | ------- | ------- | ------- | ------- | ------- | ------- | ------- | ------- | ---- | -------- |
| Fernando Echavarri Tara Pacheco | Nacra 17    | 16      | 21      | 5       | 16      | 15      | 10      | 11      | 5       | 3       | 4       | 10      | 6       | –       | 101  | 11       |

## Vízilabda

### Férfi
| Spanyol férfi vízilabdacsapat-játékoskeret | Spanyol férfi vízilabdacsapat-játékoskeret | Spanyol férfi vízilabdacsapat-játékoskeret | Spanyol férfi vízilabdacsapat-játékoskeret | Spanyol férfi vízilabdacsapat-játékoskeret | Spanyol férfi vízilabdacsapat-játékoskeret |
| #                                          | Név                                        | Poszt                                      | Születési idő                              |                                            |                                            |
| ------------------------------------------ | ------------------------------------------ | ------------------------------------------ | ------------------------------------------ | ------------------------------------------ | ------------------------------------------ |
| 1                                          | Iñaki Aguilar                              | K                                          | 1983. szeptember 9. (32 évesen)            |                                            |                                            |
| 2                                          | Alberto Munárriz                           | M                                          | 1994. május 19. (22 évesen)                |                                            |                                            |
| 3                                          | Ricard Alarcón                             | M                                          | 1991. augusztus 18. (24 évesen)            |                                            |                                            |
| 4                                          | Marc Roca Barceló                          | M                                          | 1988. január 21. (28 évesen)               |                                            |                                            |
| 5                                          | Guillermo Molina                           | M                                          | 1984. március 16. (32 évesen)              |                                            |                                            |
| 6                                          | Marc Minguell                              | M                                          | 1985. január 14. (31 évesen)               |                                            |                                            |
| 7                                          | Szirányi Balázs                            | M                                          | 1983. január 10. (33 évesen)               |                                            |                                            |
| 8                                          | Albert Español                             | M                                          | 1985. október 29. (30 évesen)              |                                            |                                            |
| 9                                          | Roger Tahull                               | M                                          | 1997. május 11. (19 évesen)                |                                            |                                            |
| 10                                         | Francisco Fernández                        | M                                          | 1986. június 21. (30 évesen)               |                                            |                                            |
| 11                                         | Blai Mallarach                             | M                                          | 1987. augusztus 21. (28 évesen)            |                                            |                                            |
| 12                                         | Gonzalo Echenique                          | M                                          | 1990. április 27. (26 évesen)              |                                            |                                            |
| 13                                         | Daniel López Pinedo                        | K                                          | 1980. június 16. (36 évesen)               |                                            |                                            |
| Szövetségi kapitány: Gabriel Hernández     |                                            |                                            |                                            |                                            |                                            |

#### Eredmények
Csoportkör
B csoport
| Hely. | Csapat                 | M | Gy | D | V | G+ | G– | Gk  | P | Továbbjutás |
| ----- | ---------------------- | - | -- | - | - | -- | -- | --- | - | ----------- |
| 1.    | Spanyolország (ESP)    | 5 | 3  | 1 | 1 | 46 | 35 | +11 | 7 | Negyeddöntő |
| 2.    | Horvátország (CRO)     | 5 | 3  | 0 | 2 | 37 | 37 | 0   | 6 | Negyeddöntő |
| 3.    | Olaszország (ITA)      | 5 | 3  | 0 | 2 | 40 | 41 | −1  | 6 | Negyeddöntő |
| 4.    | Montenegró (MNE)       | 5 | 2  | 1 | 2 | 36 | 32 | +4  | 5 | Negyeddöntő |
| 5.    | Egyesült Államok (USA) | 5 | 2  | 0 | 3 | 35 | 35 | 0   | 4 |             |
| 6.    | Franciaország (FRA)    | 5 | 1  | 0 | 4 | 28 | 42 | −14 | 2 |             |

| 2016. augusztus 6. 11:40 (16:40) | Spanyolország (ESP)  | 8–9         | Olaszország (ITA)      | Maria Lenk Aquatic Center, Rio de Janeiro Játékvezetők: Vojin Putniković (SRB), Georgios Stavridis (GRE) |
| 2016. augusztus 6. 11:40 (16:40) | (3–2, 2–1, 1–2, 2–4) |             |                        | Maria Lenk Aquatic Center, Rio de Janeiro Játékvezetők: Vojin Putniković (SRB), Georgios Stavridis (GRE) |
| 2016. augusztus 6. 11:40 (16:40) | Molina 4             | Jegyzőkönyv | Figlioli, Presciutti 3 | Maria Lenk Aquatic Center, Rio de Janeiro Játékvezetők: Vojin Putniković (SRB), Georgios Stavridis (GRE) |

| 2016. augusztus 8. 11:40 (16:40) | Egyesült Államok (USA) | 9–10        | Spanyolország (ESP) | Maria Lenk Aquatic Center, Rio de Janeiro Játékvezetők: Adrian Alexandrescu (ROU), Molnár Péter (HUN) |
| 2016. augusztus 8. 11:40 (16:40) | (2–4, 3–1, 2–3, 2–2)   |             |                     | Maria Lenk Aquatic Center, Rio de Janeiro Játékvezetők: Adrian Alexandrescu (ROU), Molnár Péter (HUN) |
| 2016. augusztus 8. 11:40 (16:40) | Bonanni 4              | Jegyzőkönyv | Echenique 3         | Maria Lenk Aquatic Center, Rio de Janeiro Játékvezetők: Adrian Alexandrescu (ROU), Molnár Péter (HUN) |

| 2016. augusztus 10. 20:50 (1:50) | Spanyolország (ESP)  | 9–4         | Horvátország (CRO) | Maria Lenk Aquatic Center, Rio de Janeiro Játékvezetők: Boris Margeta (SLO), Radoslaw Koryzna (POL) |
| 2016. augusztus 10. 20:50 (1:50) | (2–0, 2–1, 1–2, 4–1) |             |                    | Maria Lenk Aquatic Center, Rio de Janeiro Játékvezetők: Boris Margeta (SLO), Radoslaw Koryzna (POL) |
| 2016. augusztus 10. 20:50 (1:50) | Echenique 4          | Jegyzőkönyv | négy játékos 1     | Maria Lenk Aquatic Center, Rio de Janeiro Játékvezetők: Boris Margeta (SLO), Radoslaw Koryzna (POL) |

| 2016. augusztus 12. 20:50 (1:50) | Spanyolország (ESP)  | 10–4        | Franciaország (FRA) | Maria Lenk Aquatic Center, Rio de Janeiro Játékvezetők: Fabio Toffoli (BRA), Molnár Péter (HUN) |
| 2016. augusztus 12. 20:50 (1:50) | (3–1, 3–0, 1–1, 3–2) |             |                     | Maria Lenk Aquatic Center, Rio de Janeiro Játékvezetők: Fabio Toffoli (BRA), Molnár Péter (HUN) |
| 2016. augusztus 12. 20:50 (1:50) | Echenique 3          | Jegyzőkönyv | Crousillat 2        | Maria Lenk Aquatic Center, Rio de Janeiro Játékvezetők: Fabio Toffoli (BRA), Molnár Péter (HUN) |

| 2016. augusztus 14. 12:50 (17:50) | Montenegró (MNE)     | 9–9         | Spanyolország (ESP) | Olympic Aquatics Stadium, Rio de Janeiro Játékvezetők: Szergej Naumov (RUS), Radoslaw Koryzna (POL) |
| 2016. augusztus 14. 12:50 (17:50) | (2–2, 3–2, 2–4, 2–1) |             |                     | Olympic Aquatics Stadium, Rio de Janeiro Játékvezetők: Szergej Naumov (RUS), Radoslaw Koryzna (POL) |
| 2016. augusztus 14. 12:50 (17:50) | három játékos 2      | Jegyzőkönyv | Molina 2            | Olympic Aquatics Stadium, Rio de Janeiro Játékvezetők: Szergej Naumov (RUS), Radoslaw Koryzna (POL) |

Negyeddöntő
| 2016. augusztus 16. 12:20 (17:20) | Szerbia (SRB)        | 10–7        | Spanyolország (ESP) | Olympic Aquatics Stadium, Rio de Janeiro Játékvezetők: Daniel Flahive (AUS), Radoslaw Koryzna (POL) |
| 2016. augusztus 16. 12:20 (17:20) | (3–1, 4–2, 0–2, 3–2) |             |                     | Olympic Aquatics Stadium, Rio de Janeiro Játékvezetők: Daniel Flahive (AUS), Radoslaw Koryzna (POL) |
| 2016. augusztus 16. 12:20 (17:20) | Mandić 4             | Jegyzőkönyv | Molina 3            | Olympic Aquatics Stadium, Rio de Janeiro Játékvezetők: Daniel Flahive (AUS), Radoslaw Koryzna (POL) |

Az 5–8. helyért
| 2016. augusztus 18. 15:10 (20:10) | Görögország (GRE)      | 9–7         | Spanyolország (ESP) | Olympic Aquatics Stadium, Rio de Janeiro Játékvezetők: Boris Margeta (SLO), Nenad Peris (CRO) |
| 2016. augusztus 18. 15:10 (20:10) | (1–0, 2–1, 4–3, 2–3)   |             |                     | Olympic Aquatics Stadium, Rio de Janeiro Játékvezetők: Boris Margeta (SLO), Nenad Peris (CRO) |
| 2016. augusztus 18. 15:10 (20:10) | Afrudákisz, Muríkisz 2 | Jegyzőkönyv | Molina 4            | Olympic Aquatics Stadium, Rio de Janeiro Játékvezetők: Boris Margeta (SLO), Nenad Peris (CRO) |

A 7. helyért
| 2016. augusztus 20. 11:40 (16:40) | Brazília (BRA)       | 8–9         | Spanyolország (ESP) | Olympic Aquatics Stadium, Rio de Janeiro Játékvezetők: Vojin Putniković (SRB), Stanko Ivanovski (MNE) |
| 2016. augusztus 20. 11:40 (16:40) | (1–3, 2–1, 1–2, 4–3) |             |                     | Olympic Aquatics Stadium, Rio de Janeiro Játékvezetők: Vojin Putniković (SRB), Stanko Ivanovski (MNE) |
| 2016. augusztus 20. 11:40 (16:40) | három játékos 2      | Jegyzőkönyv | három játékos 2     | Olympic Aquatics Stadium, Rio de Janeiro Játékvezetők: Vojin Putniković (SRB), Stanko Ivanovski (MNE) |

| Csapat              | Helyezés |
| ------------------- | -------- |
| Spanyolország (ESP) | 7.       |

### Női
| Spanyol női vízilabdacsapat-játékoskeret | Spanyol női vízilabdacsapat-játékoskeret | Spanyol női vízilabdacsapat-játékoskeret | Spanyol női vízilabdacsapat-játékoskeret | Spanyol női vízilabdacsapat-játékoskeret | Spanyol női vízilabdacsapat-játékoskeret |
| #                                        | Név                                      | Poszt                                    | Születési idő                            |                                          |                                          |
| ---------------------------------------- | ---------------------------------------- | ---------------------------------------- | ---------------------------------------- | ---------------------------------------- | ---------------------------------------- |
| 1                                        | Laura Ester                              | K                                        | 1990. január 22. (26 évesen)             |                                          |                                          |
| 2                                        | Marta Bach                               | M                                        | 1993. február 17. (23 évesen)            |                                          |                                          |
| 3                                        | Anni Espar                               | M                                        | 1993. január 8. (23 évesen)              |                                          |                                          |
| 4                                        | Beatriz Ortiz                            | M                                        | 1995. június 21. (21 évesen)             |                                          |                                          |
| 5                                        | Matilde Ortiz                            | M                                        | 1990. szeptember 16. (25 évesen)         |                                          |                                          |
| 6                                        | Paula Leitón                             | M                                        | 2000. április 27. (16 évesen)            |                                          |                                          |
| 7                                        | Clara Espar                              | M                                        | 1994. szeptember 29. (21 évesen)         |                                          |                                          |
| 8                                        | Pilar Peña                               | M                                        | 1986. április 4. (30 évesen)             |                                          |                                          |
| 9                                        | Judith Forca                             | M                                        | 1996. június 7. (20 évesen)              |                                          |                                          |
| 10                                       | Roser Tarragó                            | M                                        | 1993. március 25. (23 évesen)            |                                          |                                          |
| 11                                       | Maica García Godoy                       | M                                        | 1990. október 17. (25 évesen)            |                                          |                                          |
| 12                                       | Laura López                              | M                                        | 1988. január 13. (28 évesen)             |                                          |                                          |
| 13                                       | Patricia Herrera                         | K                                        | 1993. február 9. (23 évesen)             |                                          |                                          |
| Szövetségi kapitány: Miki Oca            |                                          |                                          |                                          |                                          |                                          |

#### Eredmények
Csoportkör
B csoport
| Csapat                 | M | Gy | D | V | G+ | G– | Gk  | P |
| ---------------------- | - | -- | - | - | -- | -- | --- | - |
| Egyesült Államok (USA) | 3 | 3  | 0 | 0 | 34 | 14 | +20 | 6 |
| Spanyolország (ESP)    | 3 | 2  | 0 | 1 | 27 | 29 | –2  | 4 |
| Magyarország (HUN)     | 3 | 1  | 0 | 2 | 29 | 33 | –4  | 2 |
| Kína (CHN)             | 3 | 0  | 0 | 3 | 23 | 37 | –14 | 0 |

| 2016. augusztus 9. 11:40 (16:40) | Spanyolország (ESP)  | 4–11        | Egyesült Államok (USA) | Maria Lenk Aquatic Center, Rio de Janeiro Játékvezetők: Daniel Flahive (AUS), Filippo Gomez (ITA) |
| 2016. augusztus 9. 11:40 (16:40) | (1–4, 1–3, 2–2, 0–2) |             |                        | Maria Lenk Aquatic Center, Rio de Janeiro Játékvezetők: Daniel Flahive (AUS), Filippo Gomez (ITA) |
| 2016. augusztus 9. 11:40 (16:40) | Godoy 2              | Jegyzőkönyv | három játékos 2        | Maria Lenk Aquatic Center, Rio de Janeiro Játékvezetők: Daniel Flahive (AUS), Filippo Gomez (ITA) |

| 2016. augusztus 11. 13:00 (18:00) | Spanyolország (ESP)  | 11–10       | Magyarország (HUN) | Maria Lenk Aquatic Center, Rio de Janeiro Játékvezetők: Marie-Claude Deslières (CAN), Vojin Putniković (SRB) |
| 2016. augusztus 11. 13:00 (18:00) | (2–2, 4–4, 4–1, 1–3) |             |                    | Maria Lenk Aquatic Center, Rio de Janeiro Játékvezetők: Marie-Claude Deslières (CAN), Vojin Putniković (SRB) |
| 2016. augusztus 11. 13:00 (18:00) | négy játékos 2       | Jegyzőkönyv | Bujka 4            | Maria Lenk Aquatic Center, Rio de Janeiro Játékvezetők: Marie-Claude Deslières (CAN), Vojin Putniković (SRB) |

| 2016. augusztus 13. 9:00 (14:00) | Kína (CHN)           | 8–12        | Spanyolország (ESP) | Maria Lenk Aquatic Center, Rio de Janeiro Játékvezetők: Boris Margeta (SLO), German Moller (ARG) |
| 2016. augusztus 13. 9:00 (14:00) | (2–3, 4–4, 1–2, 1–3) |             |                     | Maria Lenk Aquatic Center, Rio de Janeiro Játékvezetők: Boris Margeta (SLO), German Moller (ARG) |
| 2016. augusztus 13. 9:00 (14:00) | Zhang C. 3           | Jegyzőkönyv | López 4             | Maria Lenk Aquatic Center, Rio de Janeiro Játékvezetők: Boris Margeta (SLO), German Moller (ARG) |

Negyeddöntő
| 2016. augusztus 15. 18:20 (23:20) | Oroszország (RUS)    | 12–10       | Spanyolország (ESP) | Maria Lenk Aquatic Center, Rio de Janeiro Játékvezetők: Marie-Claude Deslières (CAN), Nenad Peris (CRO) |
| 2016. augusztus 15. 18:20 (23:20) | (2–3, 3–2, 5–3, 2–2) |             |                     | Maria Lenk Aquatic Center, Rio de Janeiro Játékvezetők: Marie-Claude Deslières (CAN), Nenad Peris (CRO) |
| 2016. augusztus 15. 18:20 (23:20) | Fedotova 4           | Jegyzőkönyv | Tarragó, López 3    | Maria Lenk Aquatic Center, Rio de Janeiro Játékvezetők: Marie-Claude Deslières (CAN), Nenad Peris (CRO) |

5–8. helyért
| 2016. augusztus 17. 15:10 (20:10) | Kína (CHN)           | 6–11 | Spanyolország (ESP) | Maria Lenk Aquatic Center, Rio de Janeiro Játékvezetők: Radoslaw Koryzna (POL), Fabio Toffoli (BRA) |
| 2016. augusztus 17. 15:10 (20:10) | (2–2, 0–2, 2–4, 2–3) |      |                     | Maria Lenk Aquatic Center, Rio de Janeiro Játékvezetők: Radoslaw Koryzna (POL), Fabio Toffoli (BRA) |
| 2016. augusztus 17. 15:10 (20:10) | Ma 2                 |      | öt játékos 2        | Maria Lenk Aquatic Center, Rio de Janeiro Játékvezetők: Radoslaw Koryzna (POL), Fabio Toffoli (BRA) |

5. helyért
| 2016. augusztus 19. 14:10 (19:10) | Ausztrália (AUS)     | 10–12       | Spanyolország (ESP) | Maria Lenk Aquatic Center, Rio de Janeiro Játékvezetők: Marie-Claude Deslières (CAN), Szergej Naumov (RUS) |
| 2016. augusztus 19. 14:10 (19:10) | (5–4, 2–3, 1–3, 2–2) |             |                     | Maria Lenk Aquatic Center, Rio de Janeiro Játékvezetők: Marie-Claude Deslières (CAN), Szergej Naumov (RUS) |
| 2016. augusztus 19. 14:10 (19:10) | Buckling 3           | Jegyzőkönyv | Tarragó 7           | Maria Lenk Aquatic Center, Rio de Janeiro Játékvezetők: Marie-Claude Deslières (CAN), Szergej Naumov (RUS) |

| Csapat              | Helyezés |
| ------------------- | -------- |
| Spanyolország (ESP) | 5.       |